# 故宫
故宮，又稱紫禁城（穆麟德轉寫：dabkūri dorgi hoton），是中国明清兩朝二十四位皇帝的皇宮。故宮始建于明成祖永樂四年（1406年），永樂十八年（1420年）落成。位於北京中軸線中心的故宮，占地面積72萬平方米，建築面積約15萬平方米，有大小宫殿七十多座。房屋九千余间。是世界上現存規模最大、最完整的宮殿型建築。北京故宫是第一批全国重点文物保护单位、第一批国家5A级旅游景区，1987年被选入《世界文化遺產》名录，亦為2024年7月27日所入選另一項世界遺產「北京中轴线——中国理想都城秩序的杰作」的一部分。故宮现为故宫博物院，藏品主要以明、清两代宫廷收藏为基础，是国家一级博物馆。
故宫南北长961米，东西宽753米，四面围有高10米的城墙，外有59米宽的护城河环绕。有四座城门，南面为午门，北面为神武门，东面为东华门，西面为西华门。城墙的四角，各有一座风姿绰约的角楼，民间有九梁十八柱七十二条脊之说，来形容其结构的复杂。城内的建筑分为外朝和内廷两部分。外朝的中心为太和殿、中和殿、保和殿，统称三大殿，是国家举行大典礼的地方。三大殿左右两翼辅以文华殿、武英殿两组建筑。内廷的中心是乾清宫、交泰殿、坤宁宫，统称后三宫，是皇帝和皇后居住的正宫。其后为御花园。后三宫两侧排列着东、西六宫，是后妃们居住休息的地方。东六宫东侧是天穹宝殿等佛堂建筑，西六宫西侧是中正殿等佛堂建筑。外朝、内廷之外还有外东路、外西路两部分建筑。
明初定都于南京应天府。建文年间，燕王朱棣自北平起兵，发动靖难之变。永樂元年（1403年），朱棣頒詔改北平为北京。从永乐元年至三年，多次下令从各地迁入人口至北京。永乐五年闰七月，朱棣颁诏开始营建紫禁城。主持营建工程为泰宁候陈珪、工部侍郎吴中、刑部侍郎张思恭、设计师潭柘寺无名和尚。大量以北方工匠为主体，包括部分南方工匠，如（今江苏）流传的石工陆祥、瓦工杨青等，在永乐五年五月到达北京。建造紫禁城和改造北京是同时进行的，以原来的元大都城为基础改建。紫禁城工程开始後不久，即受到长陵建设及永乐八年、十一年两次北伐蒙古战役影响而放慢，至永乐十六年六月方才开始重新开工。
永樂十八年（1420年）十二月紫禁城完工。永乐十九年（1421年）正月初一，永乐迁都完成；同年五月遭雷擊，發生大火，前三殿被焚毀。1440年（正統五年），重建前三殿及乾清宮。1459年（天順三年），營建西苑。1557年（嘉靖三十六年），紫禁城大火，前三殿、奉天門、文武樓、午門全部被焚毀，至1561年才重建完工。萬曆二十五年（1597年），紫禁城大火，焚毀前三殿、後三宮。復建工程直至天啟七年（1627年）方完工。
崇禎十七年（1644年），李自成軍攻陷北京，明朝滅亡。未幾，明朝山海關總兵吳三桂引清兵入關，擊敗李自成；李自成向陝西撤退前焚毀紫禁城，僅武英殿、建極殿、英華殿、南薰殿、四周角樓和皇極門未焚。同年清順治帝至北京，以皇极门为常朝场所，以未被焚毁的建极殿为位育宫，作为顺治帝寝宫；摄政王多尔衮在武英殿办公。顺治元年至顺治十四年，重建了午门、天安门、外朝前三殿，将位育宫恢复为建极殿，改名为保和殿；又整修内廷、东路和西路的建築。在末代皇帝溥仪于民国十三（1924）年搬出故宫后，于民國十四年國慶日（1925年10月10日）故宫博物院正式成立開幕，向公众开放。

## 名称
故宫在辛亥革命之前称为“紫禁城”。它的名字來自“紫微星垣”，中国古代星像学家把天上的星星分为三垣，四象，二十八星宿等。其中三垣指紫微星垣，太微星垣和天市星垣。紫微星垣居于正中，据传皇天上帝的居所（紫宫）就在紫微星垣中，人间皇帝自称“天子”便仿皇天上帝居所的名字用其“紫”字为紫禁城。

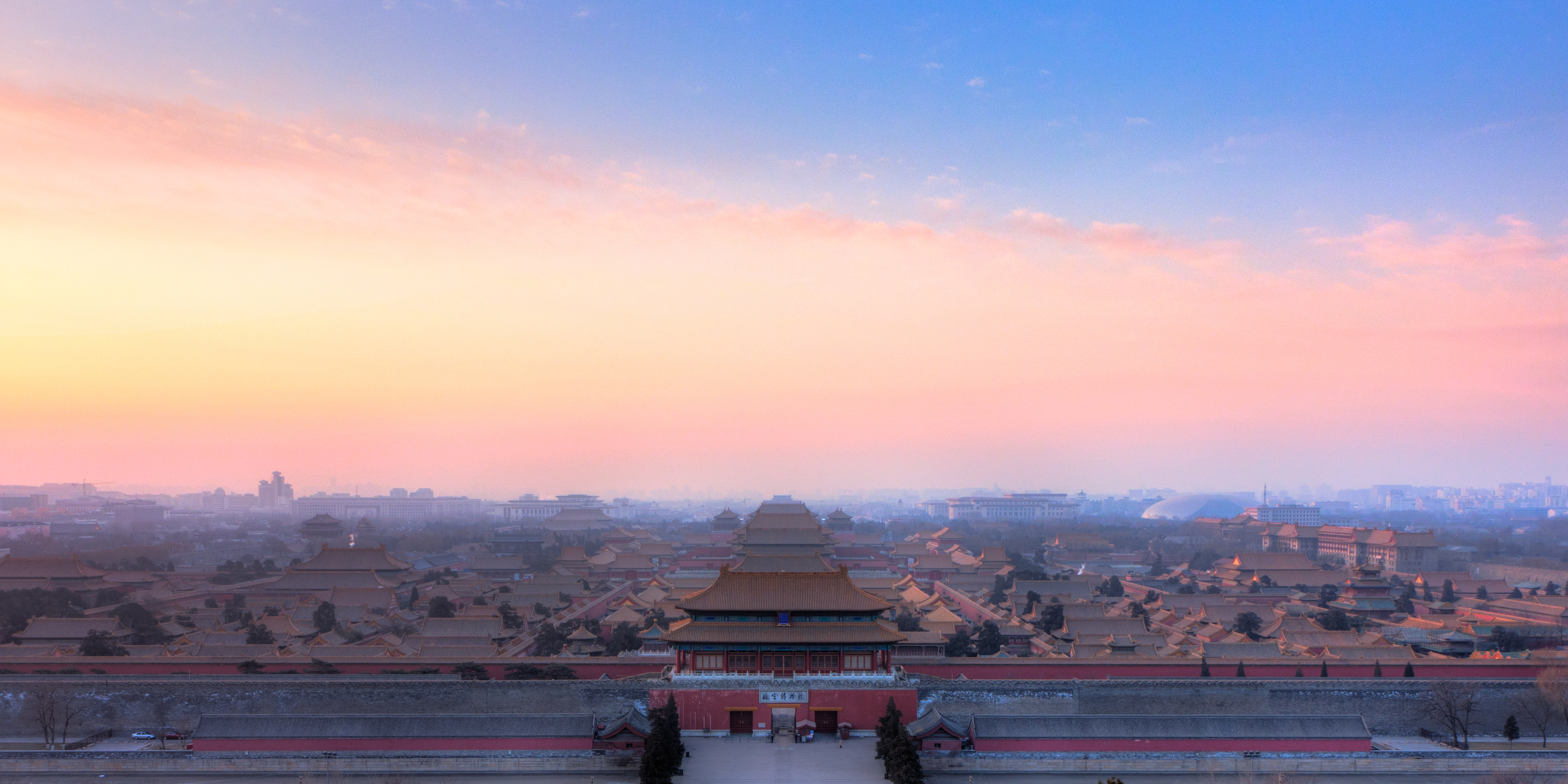
故宫（紫禁城）的全景视图

## 歷史
北京故宮為明成祖朱棣於西元1406年下令全面建造，地点位於元朝大都皇宮南面，然而北京故宮並沒有在元朝大都皇宮的基礎上建構，宮殿和宮牆均是重新建造，設計師為潭柘寺的无名和尚。故宮在西元1420年正式落成，從1420年落成，到1911年清帝遜位、1924年遜帝遷出故宮，500餘年内，明、清兩代合計24位皇帝曾經居住於此，宣統皇帝溥仪是最後一位皇帝。

### 明代

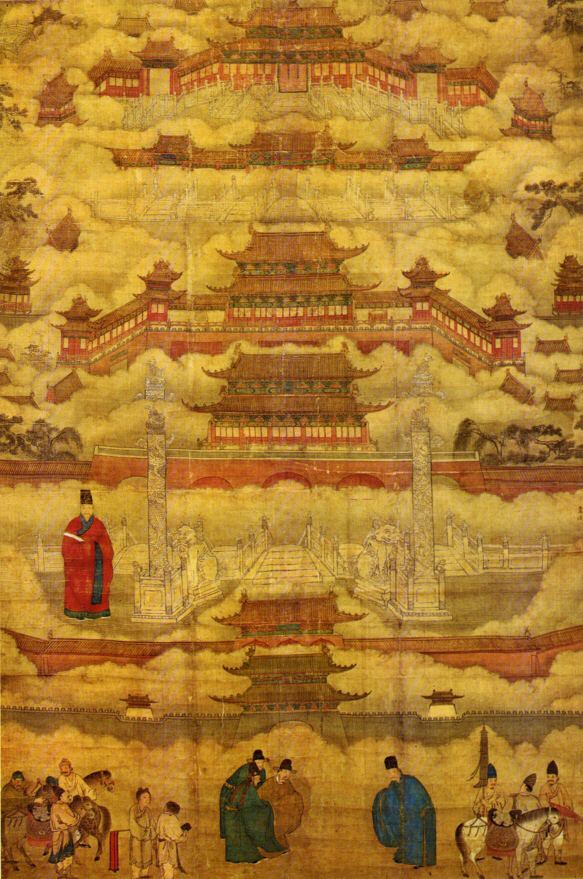
明代畫作中的故宮

西元1403年（永樂元年），朱棣頒詔改北平为北京。从永乐元年至三年，多次下令从各地迁入人口至北京。永乐五年闰七月，朱棣颁诏开始营建紫禁城。主持营建工程为泰宁候陈珪、工部侍郎吴中、刑部侍郎张思恭、设计师潭柘寺无名和尚。大量以北方工匠为主体包括部分南方工匠，如（今江苏）流传的石工陆祥、瓦工杨青等，在永乐五年五月到达北京。
建造紫禁城和改造北京是同时进行的，以原来的元大都城为基础改建。紫禁城工程开始后不久受到长陵建设及永乐八年和十一年朱棣攻打蒙古影响放慢，至永乐十六年六月方才开始重新集中力量开工。这次经统筹安排，在大批杰出的北方工匠以及部分南方工匠如（今江苏）流传的木工蒯祥、石工陆祥、瓦工杨青等协力配合下，制作预制件并加紧拼装。
西元1420年（永乐十八年）十一月紫禁城完工前，朱棣正式宣布定都北京。十二月紫禁城完工。西元1421年（永乐十九年）正月初一明都迁移完成，朱棣特意在紫禁城内举行庆祝活动。五月遭雷擊發生大火，後三殿被焚毀。
1440年（正統五年），重建前三殿及乾清宮。1459年（天順三年），營建西苑。1557年（嘉靖三十六年），紫禁城大火，前三殿、奉天門、文武樓、午門全部被焚毀，至1561年才全部重建完工。1597年（萬曆二十五年），紫禁城大火，焚毀前三殿、后三宮。復建工程直至1627年（天啟七年）方完工。

### 清代
西元1644年（崇禎十七年），李自成軍攻陷北京，明朝滅亡。李自成向陝西撤退前焚毀紫禁城，僅武英殿、建極殿、英華殿、南薰殿、四周角樓和皇極門未焚，其餘建築全部被毀。同年清順治帝至北京，以皇极门为常朝场所，以未被焚毁的建极殿为位育宫，作为顺治帝寝宫；摄政王多尔衮在武英殿办公。

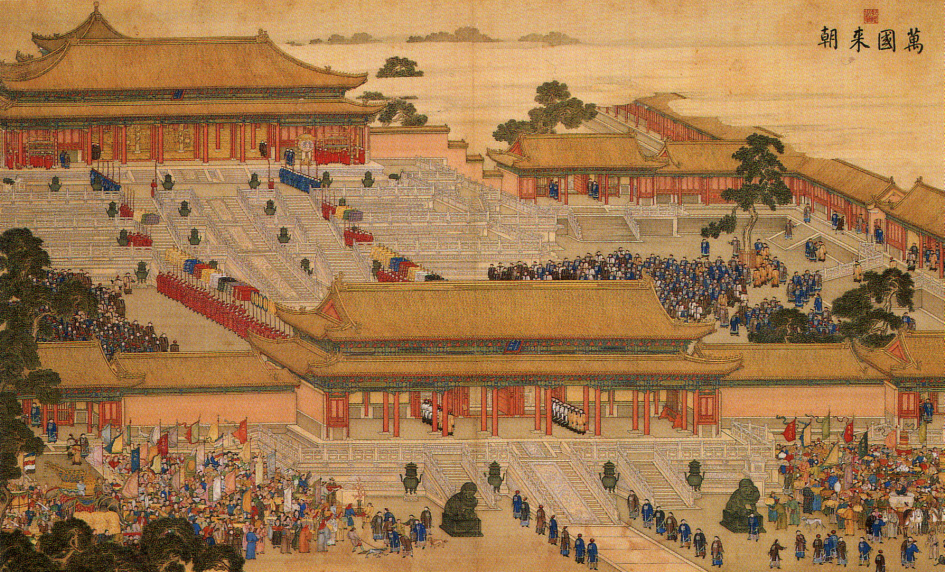
清乾隆《万国来朝图》局部，前为太和门，后为太和殿

顺治元年至顺治十四年，重建了午门、天安门、外朝前三殿，将位育宫恢复为建极殿、并改名为保和殿，并修建内廷的乾清宫、交泰殿、坤宁宫，东路的钟粹宫、承乾宫、景仁宫，西路的储秀宫、翊坤宫、永寿宫，以及慈宁殿和奉先殿。康熙六年重建端门。
1683年（康熙二十二年），開始重建紫禁城其餘被毀部分建築，至康熙三十四年基本完工。此时期营建经筵用的文华殿、传心殿，太后居住的咸安宫、宁寿宫，嫔妃居住的景阳宫、永和宫、延祺宫、咸福宫、长春宫、启祥宫，皇子居住的乾东五所和乾西五所，以及撷芳殿、毓庆宫、上驷院、造办处、内务府等建筑，并且重建太和殿、乾清宫、坤宁宫、奉先殿等建筑。
1735年（雍正十三年），清高宗乾隆帝即位，此后六十年間對紫禁城進行大規模增建和改建。乾隆五年至七年，清高宗将其居住过的乾西二所改为重华宫，并在其西路修建建福宫、寿安宫、雨花阁等建筑。乾隆三十七年至四十二年花费白银130余万两改建皇极殿、宁寿宫、养心殿、乐寿堂、乾隆花园建筑群，作为清高宗晚年禅位归养的太上皇居所。乾隆三十九年在文华殿之北新建文渊阁，以备庋藏《四库全书》。
1813年（嘉慶十八年），天理教徒林清率教眾攻打紫禁城。
1886年（光绪十四年）太和门护军值班室发生火灾，由于救火设施不完善，大火烧了两天，太和门、昭德门、贞度门被焚。此次损坏直到光绪二十年（1894年）才修复完毕。

### 近現代

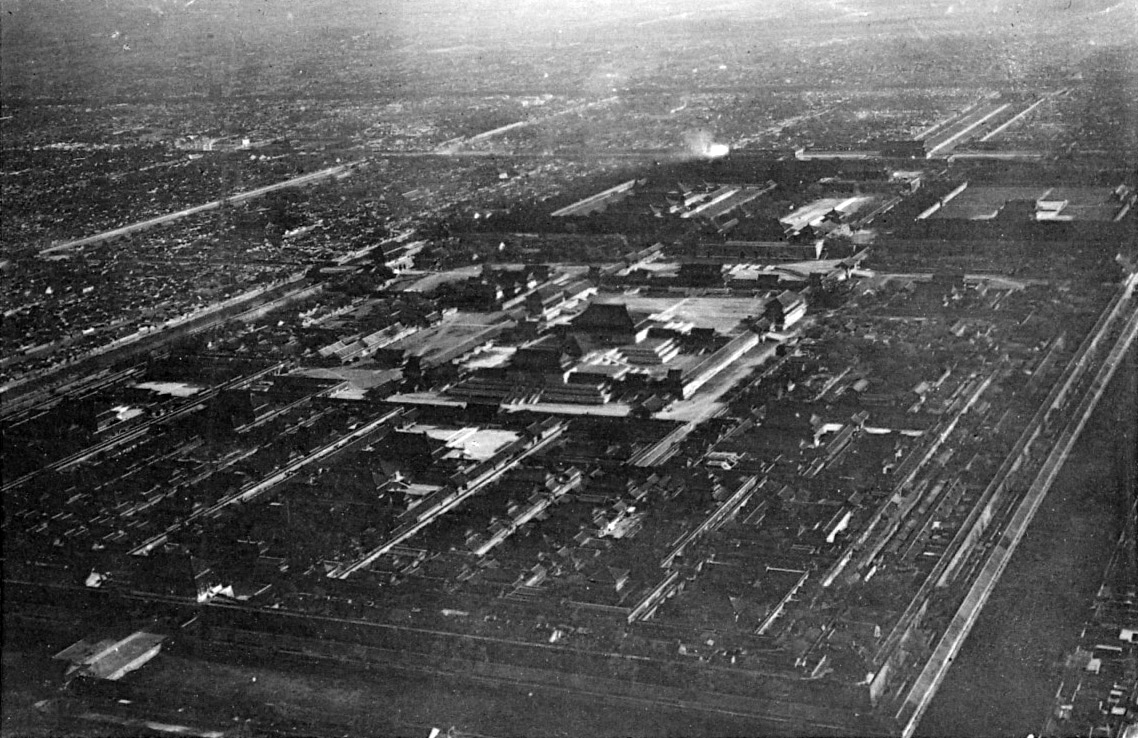
紫禁城航拍图（1900年-1901年）

1911年，武昌起義爆發，1912年1月1日，中華民國在南京府成立，2月12日，清帝退位。但按照與中華民國临时大總統袁世凱簽訂的優撫條件，清遜帝仍然居住於紫禁城內，保持清王朝殘留下來的遜清皇室小朝廷。1915年底，袁世凯曾将太和殿改名承运殿，中和殿改名体元殿，保和殿改名建极殿。太和门改名承运门，两旁为缉熙门（清朝昭德门）、贞度门；内金水河南边的协和门、熙和门改名为经文门、纬武门。1923年（民國十二年），建福宮發生火災。1924年（民國十三年），馮玉祥發動“北京政變”，驅逐清廢帝溥儀。1925年（民國十四年）10月10日（雙十節），在原紫禁城的基礎上建立國立故宮博物院。1933年（民國二十二年），國立故宮博物院文物南遷，以躲避日本侵略。1948年（民國三十七年），國立故宮博物院南遷文物中約2/3隨國民政府播遷台灣。

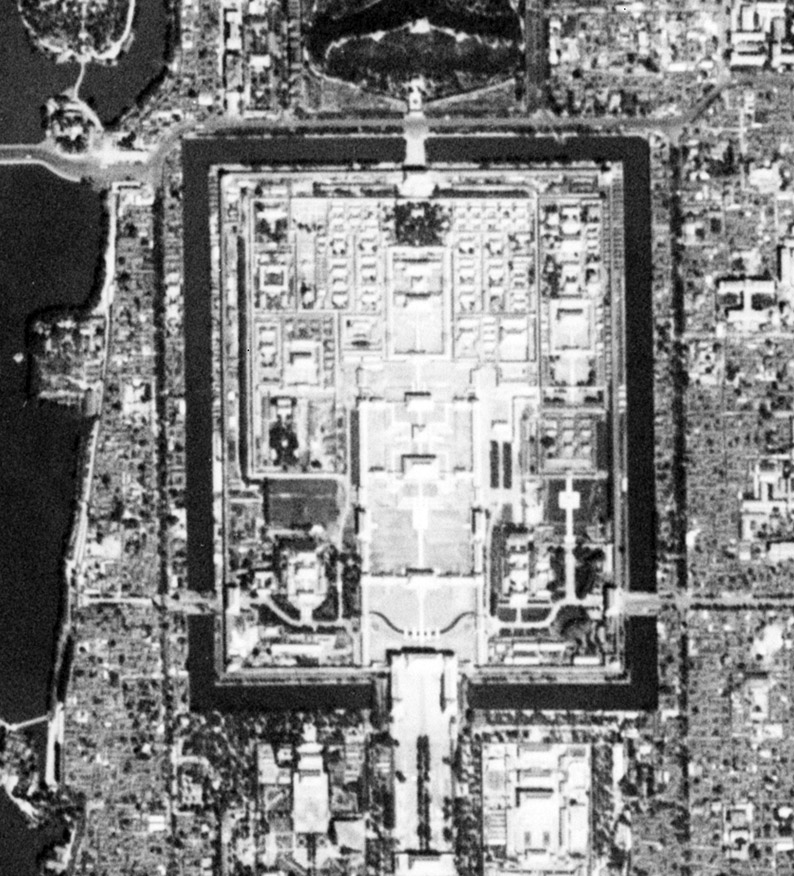
美國利用日冕計劃所拍攝的北京老照片（1967-09-20）

1949年2月，中國人民解放軍佔領北平後，不久成立故宮博物院。1950至1960年代，陸續有人提出故宮改建计划，后因種種原因擱置。1961年，經國務院批准，北京故宮被定為全國第一批重點文物保護單位。
1966年6月，军宣队进驻故宫博物院，率全院职工批判“黑线”、贯彻“红线”。1966年8月16日，除在奉先殿举办的“收租院”展览外，故宫其他各处停止开放，实行闭馆。故宫博物院外的红卫兵将位于神武门的故宫博物院石匾被纸盖住，纸上用墨笔书写“血泪宫”三字；神武门外的砖墙上贴满寫有「火烧紫禁城！」、「砸烂故宫！」的大字报。故宫博物院的“整改方案”随即出台，顺贞门、天一门、文华殿、乾隆花园内的门额被摘除，中和殿的宝座被拆走。但“整改方案”的其他项目尚未及实施，“批判资产阶级反动路线”大潮即袭来，军宣队随即成为被批判揪鬥的对象，其于1966年10月撤离故宫博物院，“整改方案”遂告终。在周恩來的命令下，故宫受到保护，逃過文化大革命的劫難。
2004年，北京市規劃委員會和北京市文物局為保護世界文化遺產故宮的周邊環境，以達到聯合國教科文組織保護世界文化和自然遺產政府間委員會對世界遺產周邊緩衝區的要求，對故宮保護緩衝區作出規劃草案。經過市民評議確定了以1984年，市政府所批准（1987年修正）的舊皇城及北城區（含故宮）保護範圍建設控制地帶為基礎，並結合北京歷史文化名城保護規劃、北京皇城保護規劃要求的故宮保護緩衝區。緩衝區的範圍北至北二環中路，南至前三門大街東西至東西皇城根，占地面積780公顷；建設控制區占地面積597公顷；故宮占地面積86公顷；共計1463公顷。該緩衝區方案將於2005年2月經批准報世界遺產中心備案后正式生效。2012年单日最高客流量突破18万人次。
2013年5月18日起，故宫博物院范围内禁绝明火，全体员工、在院合作单位和游客，不管在室内和室外，不分开放区与工作区，一律禁止吸烟、禁用明火。
2019年故宮博物院接待觀眾數量首次突破1900萬人，成為當時全球參觀人數最多博物館。
2020年1月25日，故宫博物院因2019冠状病毒病疫情關閉，為40年來首次因疫情閉館，同年5月1日恢复开放。2023年6月30日起，故宮禁止自媒体直播，禁止露營車、商拍器材以及具有运输装载功能的带轮工具进入。10月30日，位于故宫太和门内东南崇楼及朝房的“雕版馆”开馆。
2024年7月27日，故宫作为其中一个组成部分入选另一项世界遗产“北京中轴线——中国理想都城秩序的杰作”。

## 布局
紫禁城位于北京城的中轴线上。北京城的中轴线，以紫禁城为中心向南北延伸，南至北京外城永定门4,600米，北至钟楼北侧城墙3,000米（北京城的北城墙），构成了近8公里的南北中轴线。南半部从紫禁城的正南门午门向南经端门、天安门、外金水桥、千步廊、大明门（清代名大清门），至内城正南门--正阳门，形成了一条长1,500米的天街。沿着南部轴线的两侧，在宫城南分别设置了祭祖的太庙和祭五谷的社稷坛。在天安门外千步廊两侧，设置了各部、院的衙署。

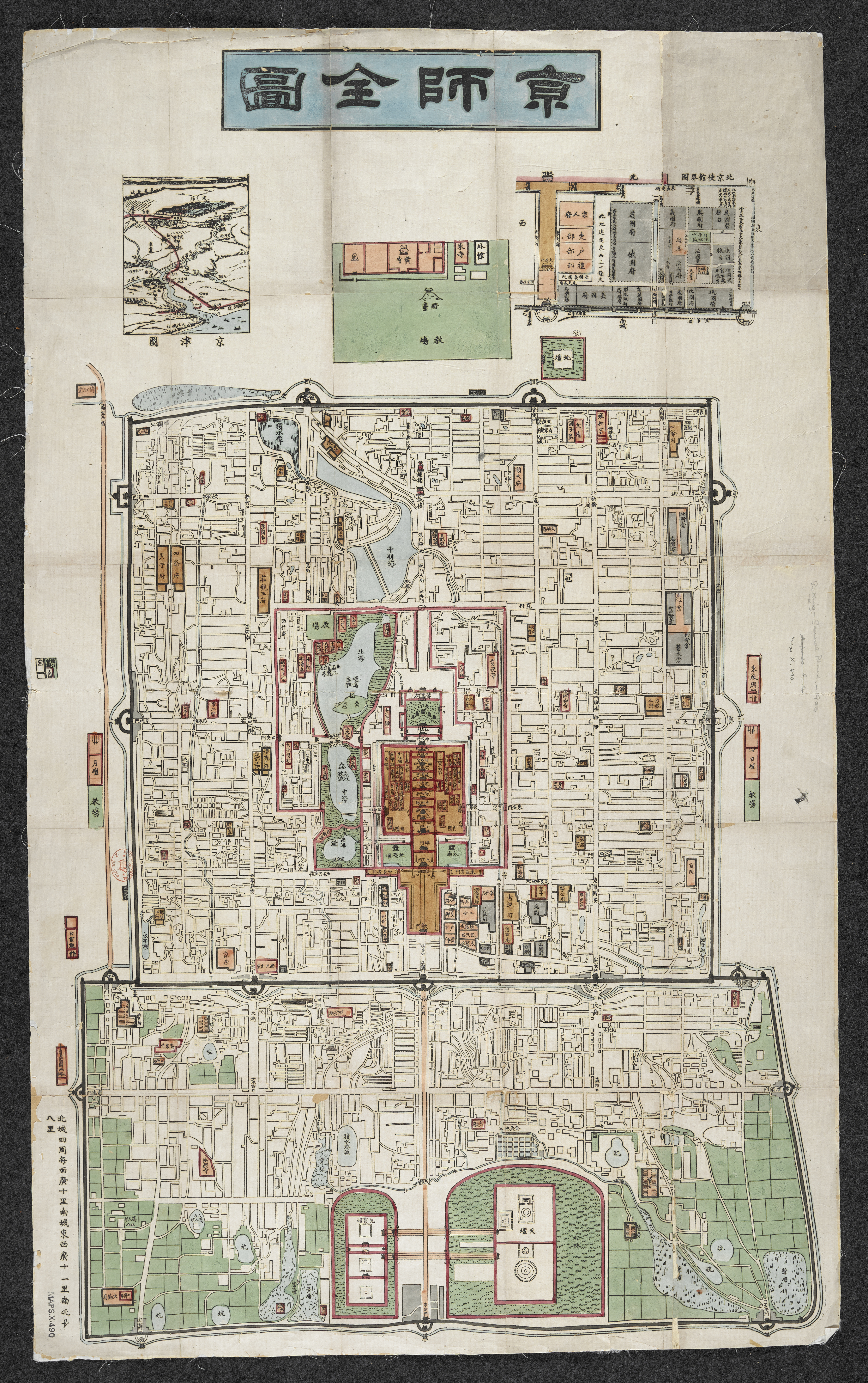
京师全图

紫禁城占地72万平方米，城墙高10米，四面各开一门，外有宽52米的护城河环绕。总体布局以轴线为主，左右对称；根据朝政活动和日常起居的需要，分为南北两部分，形成了宫殿建筑外朝、内廷的布局。
外朝是皇帝举行重大典礼和朝廷处理政务的地方，建筑气势雄伟，体量宏大。外朝区域以太和殿、中和殿、保和殿为中心，周围廊庑、门、阁、楼等合成宽广开阔的庭院，占地面积80000平方米。三大殿区的东边设文华殿，西设武英殿，横向排列。
内廷区域以皇帝、皇后居住的乾清、坤宁宫为中心，妃嫔居住的东西六宫，皇子居住的乾东、西五所，皇太后居住的慈宁宫、寿康宫、寿安宫，太上皇居住的宁寿宫，形成多座院落的组合。另有花园、戏台、藏书楼等文化娱乐、宗教活动等设施。内廷建筑布局严谨、封闭，建筑形式多样，装饰华丽，体现了皇家建筑的豪华而规整的风格。

### 布局特点

#### 总体布局
“礼” 是紫禁城建筑总体设计思想的理论基础。历代建都都有一定规制，尤以尊礼为崇，“王者必居天下之中，礼也"。“中” 为最尊贵的方位。“择天 下之中而立国，择国之中而立宫”（《吕氏春秋•慎势篇》），就成为历代帝王规划都城时遵循的原则。《周礼•考工记•匠人营国》记载：“匠人营国， 方九里，旁三门，国中九经九纬，经涂九轨，左祖右社，面朝后市....”。这左、右、面、后都是相对帝王居住的宫城而言，宫城则位于都城的中心，择中思想十分突出。北京紫禁城位于北京城的中心，正是遵从了这思想而规划实施的结果。
以宫城为中心南北延伸，即以紫禁城为中心向南至永定门4,600米，向北至钟楼北侧城墙3,000米，构成了北京城长达8公里的南北中轴线。南半部从紫禁城正南门午门向南依次建有端门、天安门、外金水桥、千步廊、大明门(大清门) ，至内城正南门正阳门， 形成了一条长1,500米的天街，沿若南部轴线的两侧，在宫城南分别设置了祭祖的太庙和祭五谷的社稷坛;在天安门外千步廊两侧，设置了各部、院办公的衙署; 在正阳门外和永定门之间轴线的东侧建祭天建筑天坛，西侧设祭祀先农的先农坛等坛庙建筑。这些坛庙衙署与中轴线组成了宫前区极有特色的空间序列，王权的神圣在都城规划中得以充分表现。
紫禁城是北京城的核心，是帝王朝政及皇室居住生活的官殿。就帝王住宅而言，除了择中而立外，还要满足各种使用的需要，对所处环境、建筑规模、建筑体制更有极高的标准和艺术上的完善。紫禁城是在元朝大内的基础上平地建造，为了追求好的风水环境，将宫城四周开挖护城河的土运至宫城北侧，堆砌成山，又引护城河水入紫禁城，从南侧流过，形成了背山面水的最佳效果。
紫禁城总体布局以轴线为主，左右对称。建筑分布根据相政活动和日常起居的需要，分为南北两部分，以保和最后至乾清宫前之间的横向广庭分隔内外，形成了官殿建筑外朝内廷的市局。南半部为外朝，占紫禁城中轴线南侧三分之二部分，以太和殿、中和殿、保和殿为中心的三大殿，建在位于土字形的3层汉白玉石台基之上，以廊、庞、门、阁、楼等合围成宽广开阔的庭院；三大殿左侧设文华殿，右设武英殿，成左辅右弼横向排列。外朝建筑多雄伟宏大，为皇帝举行重大典礼和朝廷处理政务的地方。
北半部为内廷区域，以皇帝、皇后居住的乾清宫、交泰殿、坤宁宫为中心，左右有供嫔妃居住的东西六宫，皇子居住的乾清宫东西五所，供皇太后居住的慈宁宫、寿康宫、寿安宫则分布在西部，太上皇宫殿建在东部。另有花园、戏台、藏书楼等文化娱乐、游憩及服务等设施。内廷建设布局严道、时间，建筑形式多样，装饰华丽，体现了皇家建筑的案华与气派，是皇帝处理日常政务、生活起居和皇宣生活、娱乐的主要场所。

#### 建筑布局
紫禁城建筑所体现出的「礼」的影响和阴阳五行的运用，是紫禁城建筑设计思想的理论基础和基本依据。自汉代独尊儒术，儒家学说的中心思想「礼」就成为人们一切行为的最高准则。紫禁城建筑中，建筑师规划建筑规模、建筑形制，即根据使用的需要，制订出不同的建筑等级，以确定建筑的体量、规模、形式，甚至色彩和装饰。依“礼制”设计出来的官殿建筑，使得紫禁城建筑规范、严谨、封闭，也让天子居住的官殿以多、大、高、文为贵的思想，在紫禁城建筑中表现得淋漓尽致；同时，少、小、矮、平的不同建筑形式与之形成了鲜明的等级差别，使紫禁城多样的官殿建筑得到统一。
紫禁城的建筑在方位的选定、环境的处理等方面，被认为运用了中国传统的阴阳五行。例如，土的方位为中，位居紫禁城中心的三大殿的合基即为上字形，喻王者居中统摄天下；木属东方，色彩为绿，表示生长，因此将太子居住和使用的宫股建在紫禁城内的东侧，屋顶也用绿色琉璃瓦装饰；火属南方，色彩为红，南门午门色彩装饰都以红色调为主；金属西方，属秋季，生化过程为收，因此将太后们居住的宫室安排在紫禁城的西部；水的方位在北，在最北部供奉玄天大帝的饮安殿，殿后正中有一块栏板为双龙水纹，表示北主水。紫禁城中建筑色彩以红黄色为主，黄色为帝王专用色彩，火色红，为土之母，紫禁城中大面积的红墙黄瓦，表示事业旺盛、经久不衰。
此外，紫禁城官殿是一个庞大的建筑群体，群体的形成源于数的积累。同其它中国古代建筑一样，紫禁城以“间”作为基本计算单位: 数间的积累成为“座”数座单体建筑根据需要组合成“院”。“院”作为群体建筑的基本单位，而“院”的多少、大小，也就决定了紫禁城建筑群体的规模。

## 主要建築
| A. 午門 B. 神武門 C. 西華門 D. 東華門 E. 角樓 F. 太和門 G. 太和殿 H. 武英殿 J. 文華殿 K. 南三所 L. 後三宮（乾清宫） M. 御花園 N. 養心殿 O. 皇極殿 |

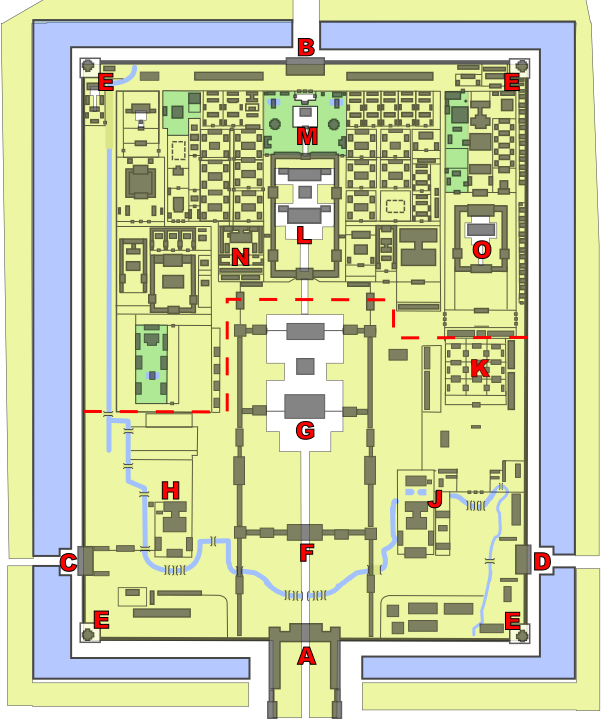
紫禁城示意圖
----
- - - 在內廷（北側）與外朝（南側）的粗略的區分境界
----
A. 午門
B. 神武門
C. 西華門
D. 東華門
E. 角樓
F. 太和門
G. 太和殿
H. 武英殿
J. 文華殿
K. 南三所
L. 後三宮（乾清宫）
M. 御花園
N. 養心殿
O. 皇極殿

北京故宮南北長961米，東西寬753米，面積約為725,000平方米，四周环以城牆，外围有护城河保护。有四門：正南為午門，東為東華門，西為西華門，北為玄武門（神武門）。現午門為故宮博物院正門。城墙高9.9米厚8.26米。紫禁城最初的建设投入工匠23万人，民工士兵上百万，前后延续了15年之久。
明朝初期有殿宇1,630餘座，清朝乾隆時期有殿宇1,800餘座，現存殿宇約2,631座；紫禁城各宮殿樣式圖細畫至"寸"，自康熙起雷氏家族代代測量、繪製典藏到民國初年。相传故宫共有9,999间半座屋，实际据1973年专家现场测量故宫有大小院落90多座，房屋有980座，共计8,704间。而此“间”并非现今房间之概念，此处“间”指四根房柱所形成的空间。
故宫在辛亥革命之前称为“紫禁城”。它的名字來自「紫微星垣」，中国古代星像学家把天上的星星分为三垣，四象，二十八星宿等。其中三垣指紫微星垣，太微星垣和天市星垣。紫微星垣居于正中，据传皇天上帝的居所（紫宫）就在紫微星垣中，人间皇帝自称“天子”便仿皇天上帝居所的名字用其“紫”字为紫禁城。故宫是以黄瓦、红墙、金饰、白石构成的建筑群。其中黄色琉璃瓦是天子的象征。
供应建设紫禁城的楠木木料，从西南各省、长江沿岸及浙江江西的深山老林中砍伐后利用江河运送出去，运到崇文门外的神木厂存储加工。楠木如从四川运达北京往往要三到五年。地板的金砖是苏州、松江等五府生产；大城砖和青砖来自山东临清；红色颜料取自山东鲁山、博山；汉白玉来自房山县大石窝；京西门头沟提供青石、白石；花岗石来自曲阳县；河北宣化烟筒山提供杏黄色刷墙包金土。
其中石材的运送最为困难，例如保和殿后面的云龙石雕，是冬天时在地板浇水冻成冰后，下铺滚木用人力从房山花20多天拉到北京。
紫禁城所用琉璃瓦件，是北京海王村（今天的琉璃厂）和黑窑厂（今天的陶然亭北一带）烧制的，白灰则是京西大灰厂制作。

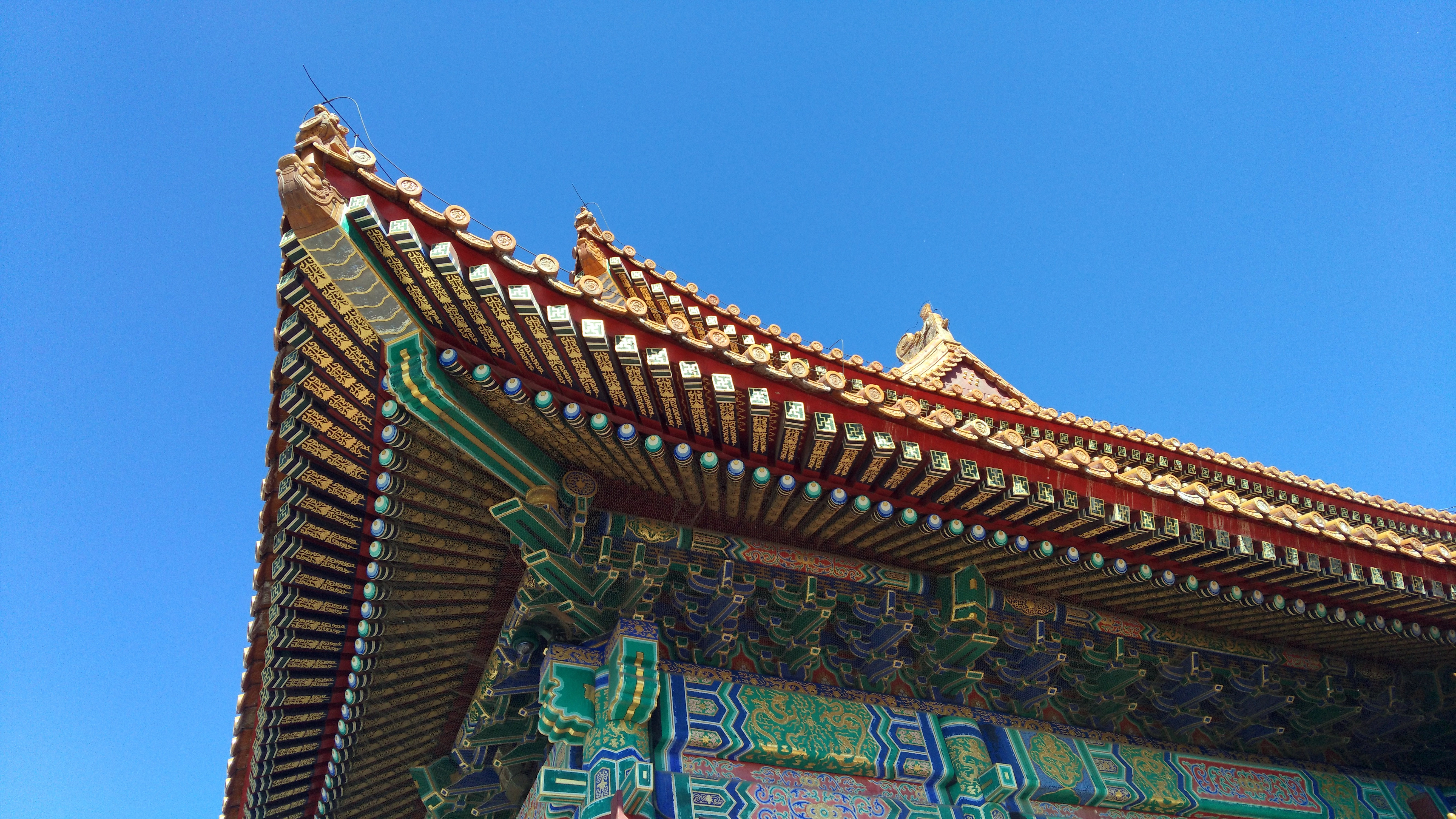
太和殿转角出簷細節
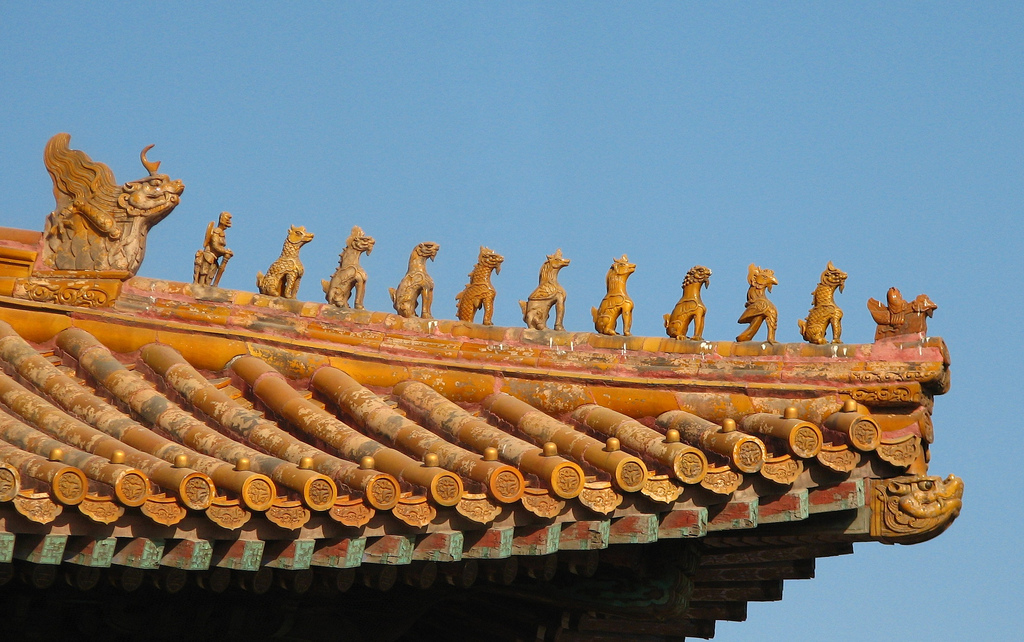
太和殿殿頂脊獸
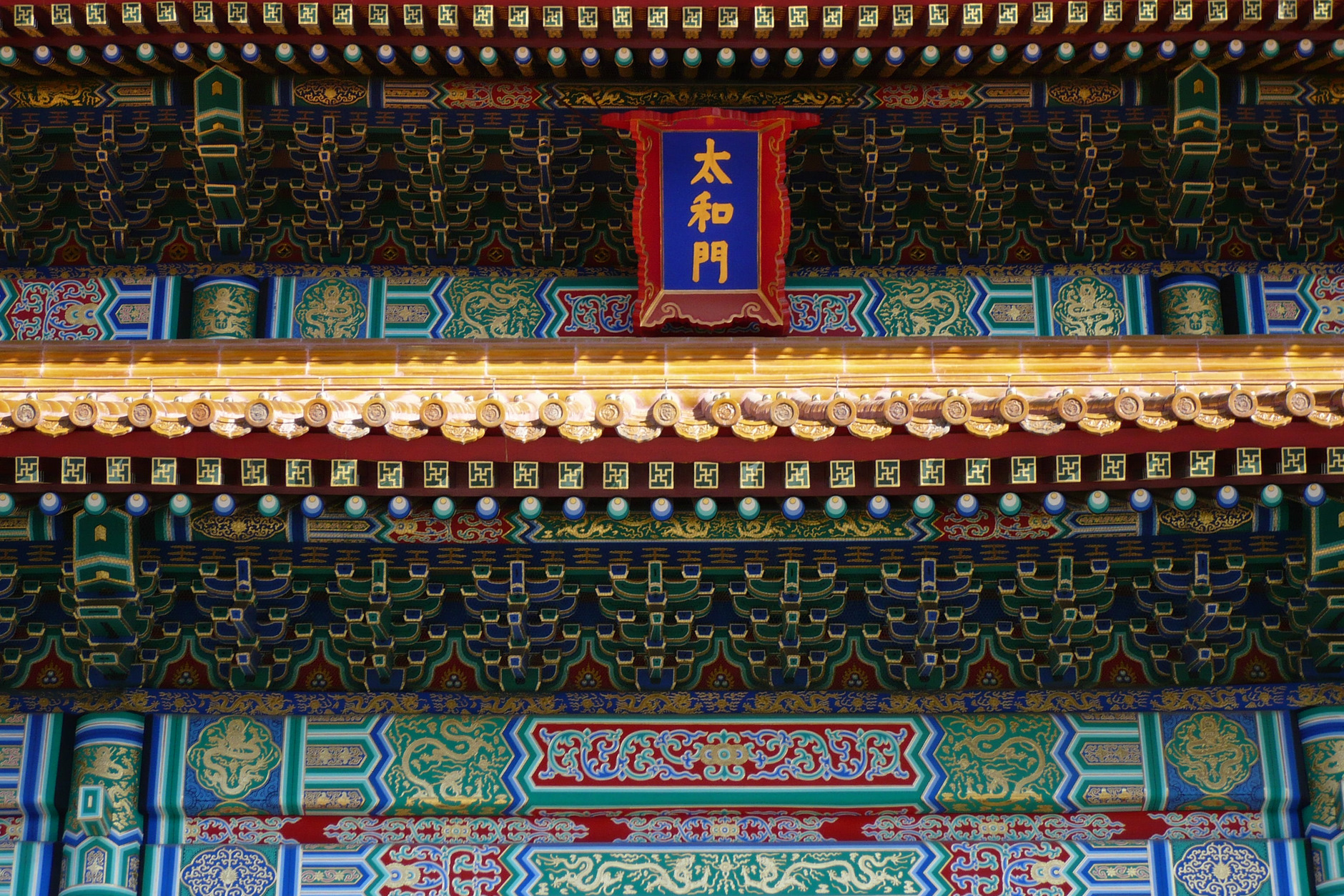
太和門椽子彩画的万字图案和滴水宝珠

### 城池[25]

#### 城门
故宫有4座主要的城門，分別是南面午門、北面神武门、東面東華門、和西面西華門。
- 午門建于明永乐十八年（1420年），清顺治年间重建。楼阁巍峨，十分壮观，是故宮建築群的第一高樓。平面呈倒「凹」字型，分上下兩部分。上部正中為門樓一座，面闊9間，進深5間，重檐廡殿頂。兩側有重檐攢尖頂的方亭。下部為敦台，正中開三門，兩側各有一掖門。中门为皇帝出入专用，但在清代，新科状元、榜眼、探花在发榜之日可以从该门进出一次。此外，皇帝结婚时，皇后可以乘轿从中门进入，其他文武官员从左门进出，宗室王公从右门进出。清代时，午门还是皇帝每年冬至颁发下一年历书之处。遇有战争获胜，也在此处举行凯旋、“献俘”的仪式。午门前两侧有阙左门、阙右门。
- 神武门建于明永乐十八年（1420年），原名“玄武门”。清康熙帝（玄燁）即位為避諱所以將其易名“神武門”。原来门楼上设有钟鼓，每日起更、黄昏时鸣钟108响。清代，该门是帝后巡幸和去京西各园时进出的大门。当选秀女时，此门也是被选女子出入紫禁城的通道。
- 東華門和西華門分别是故宫的东西兩道侧门。

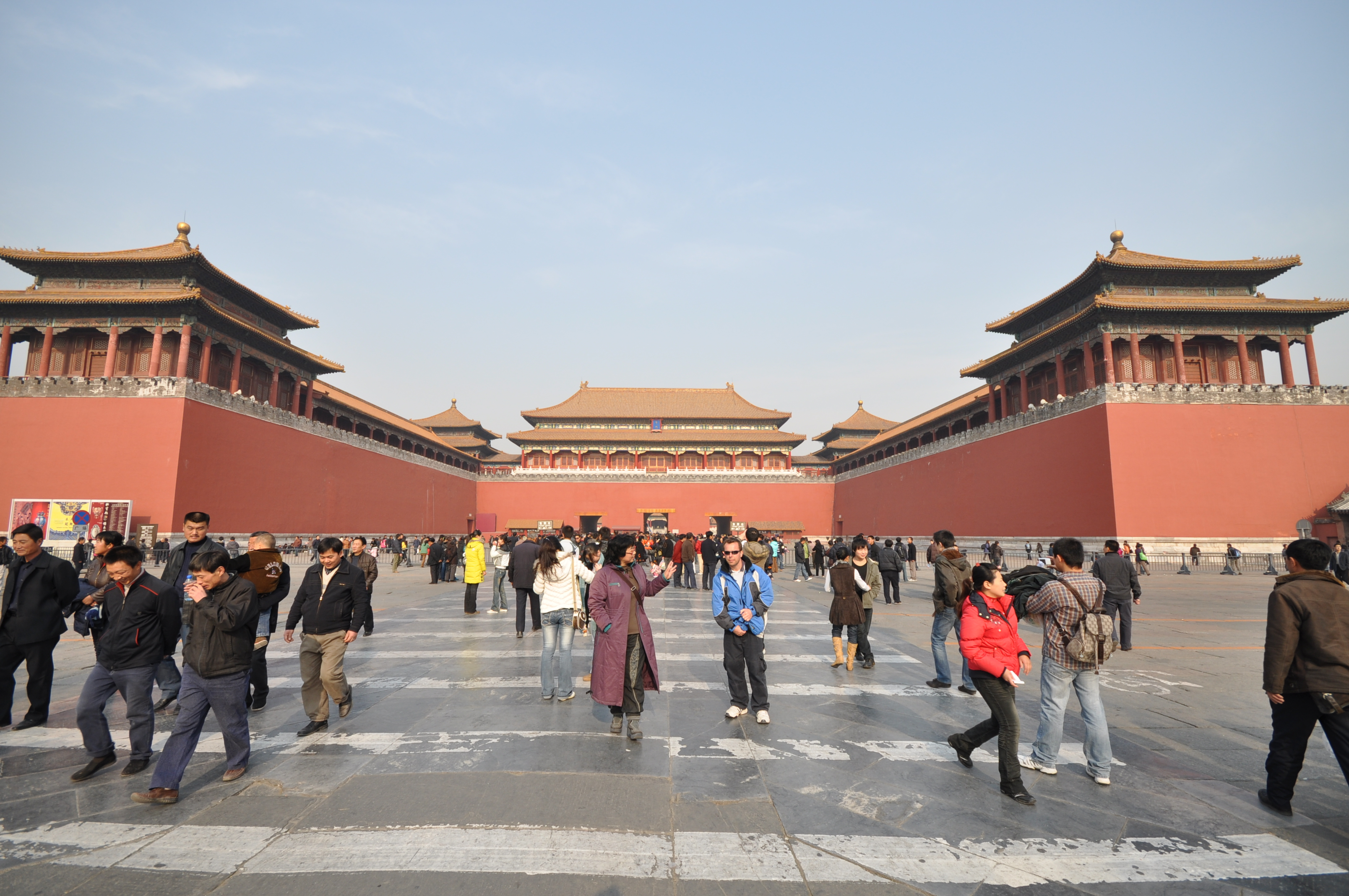
午門
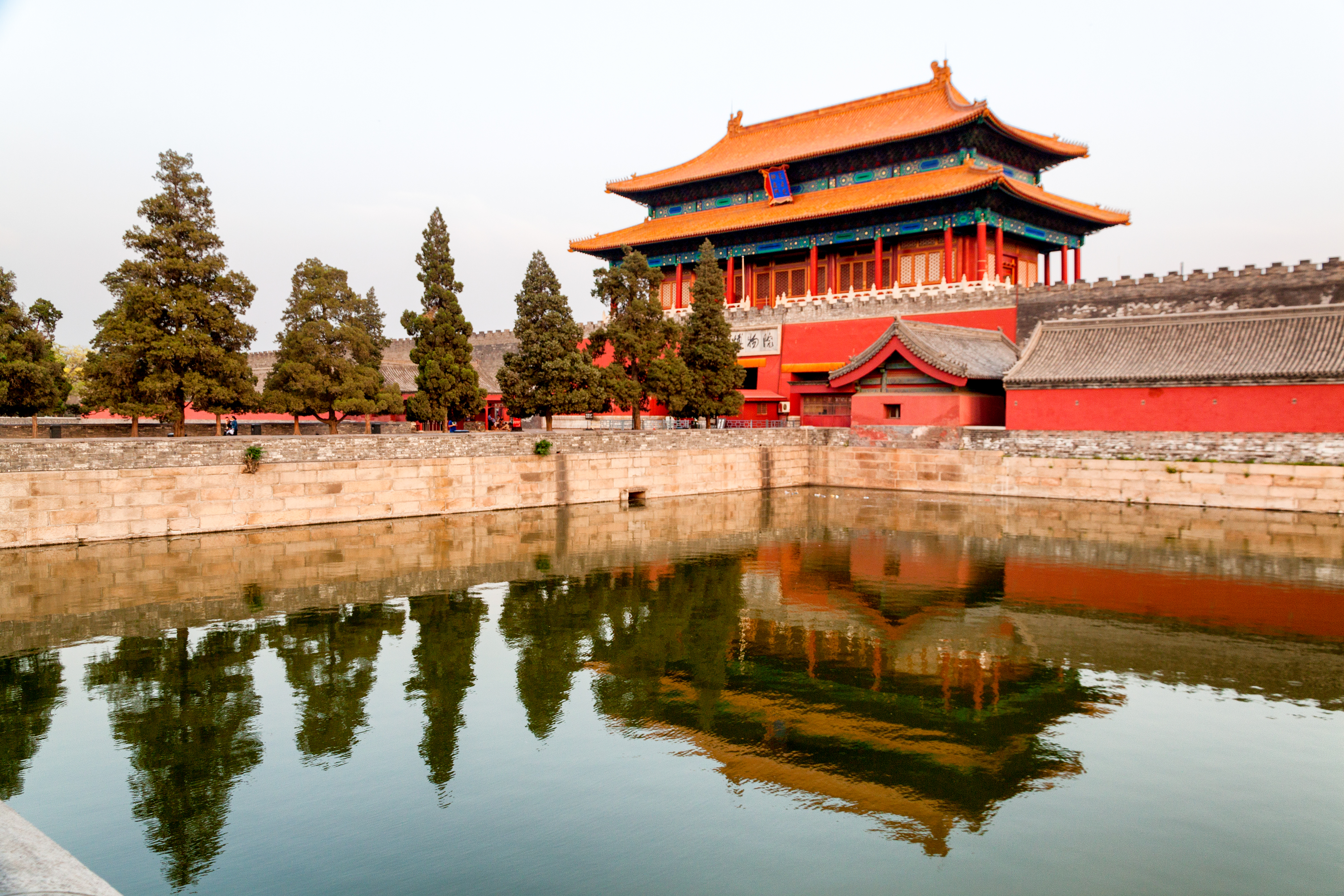
神武門
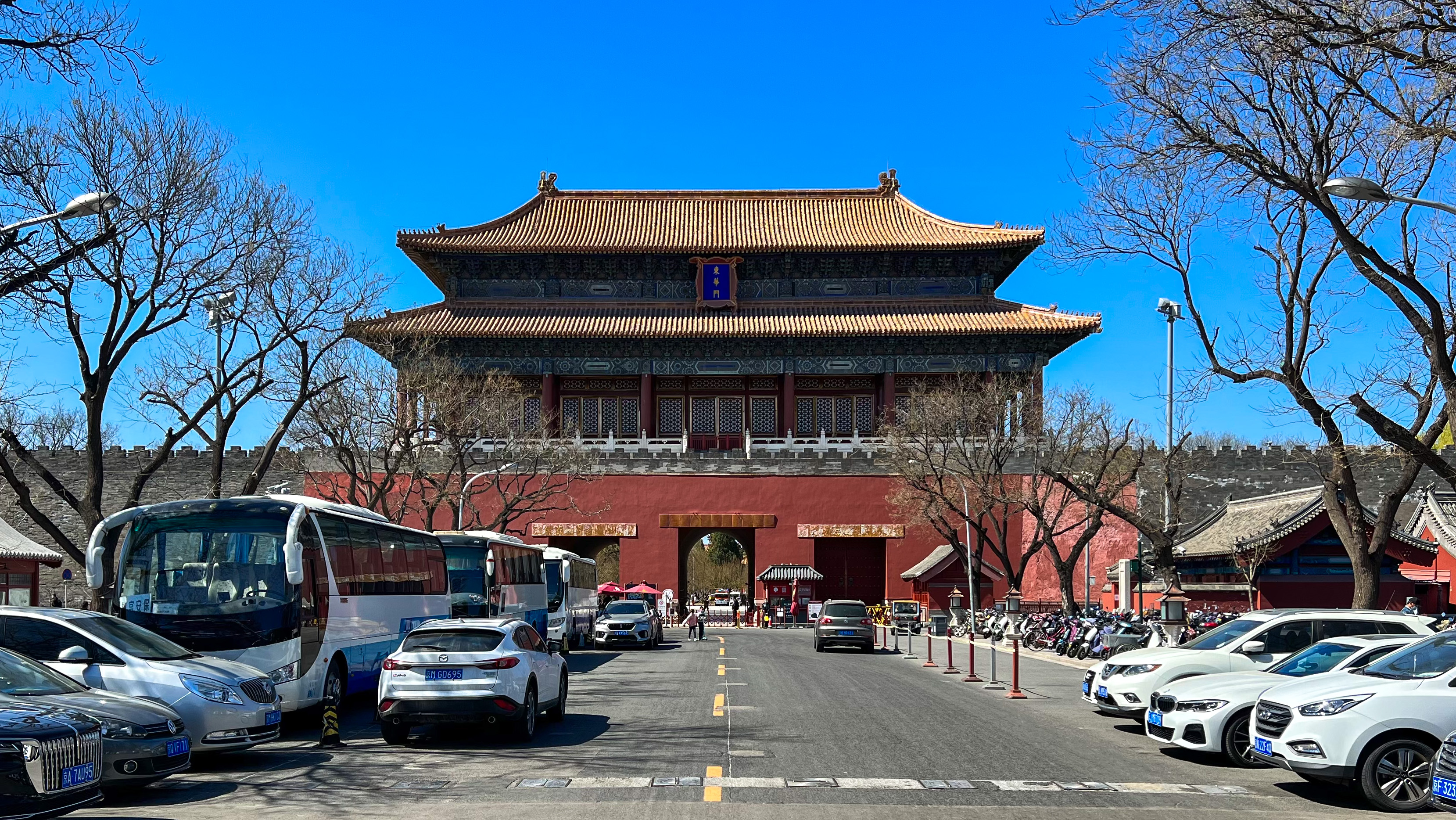
東華門
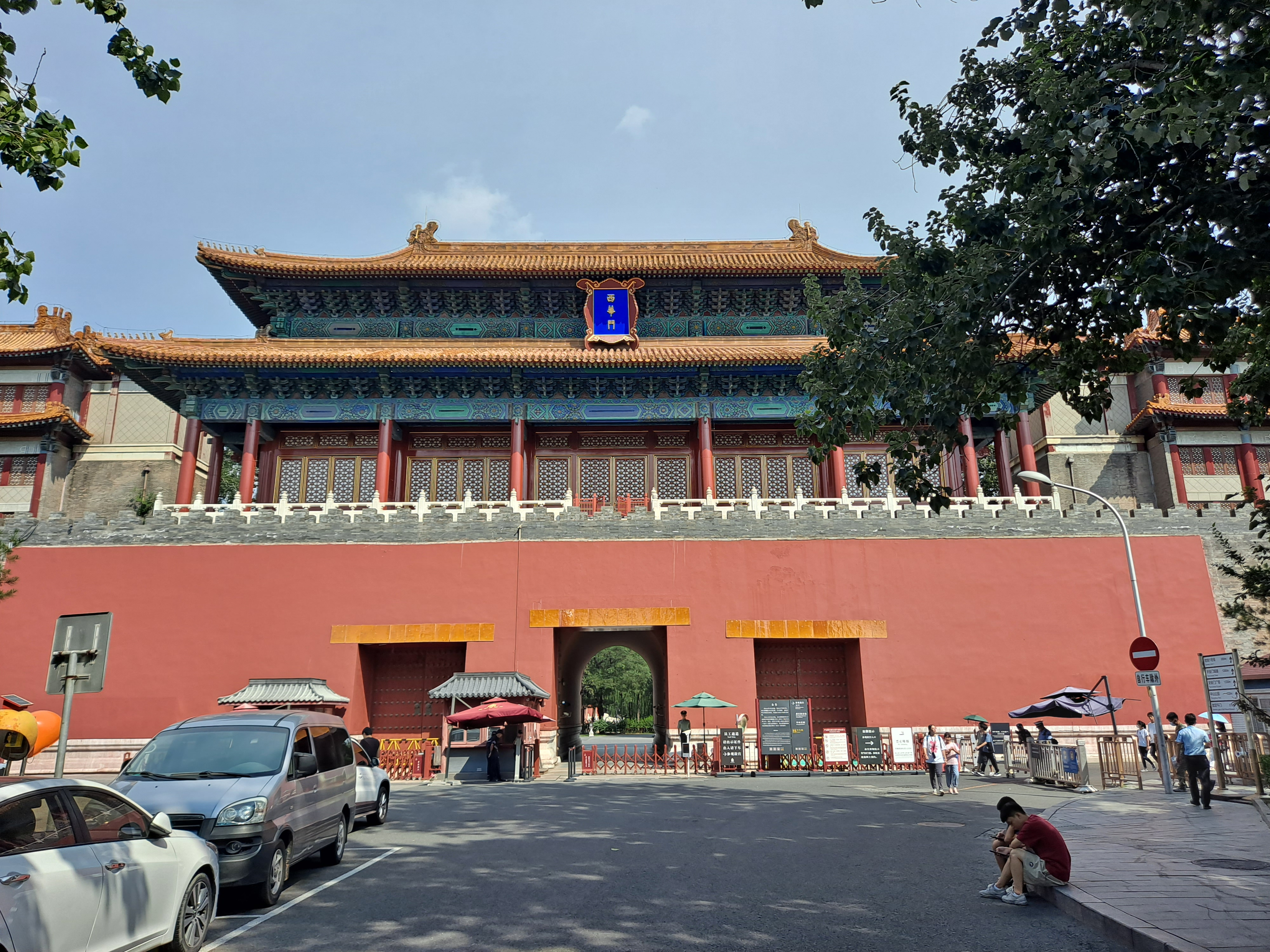
西華門

#### 城墙与护城河
紫禁城城牆高12米，底厚10米，頂厚6米至7米，四周由52米宽的护城河（筒子河）保护。紫禁城城墙四角各有一座造型非常奇特的角楼，有军事瞭望之用设计亦十分精巧，共有3层屋檐9梁18柱28个翼角72脊。角楼坐落于厚城墙之上四周围以汉白玉石栏杆，台基楼梯分上下两层。

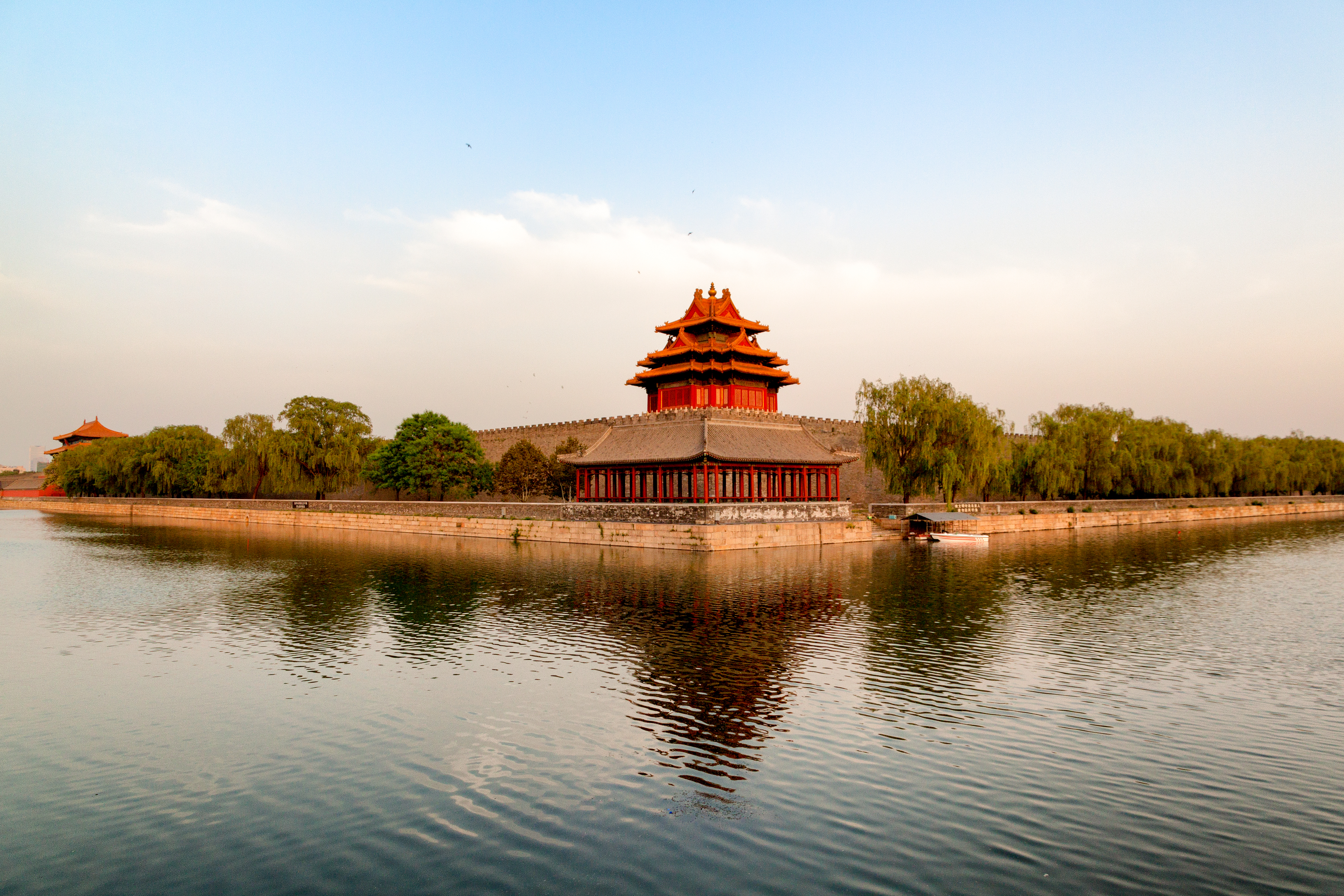
故宫西北角角楼与护城河
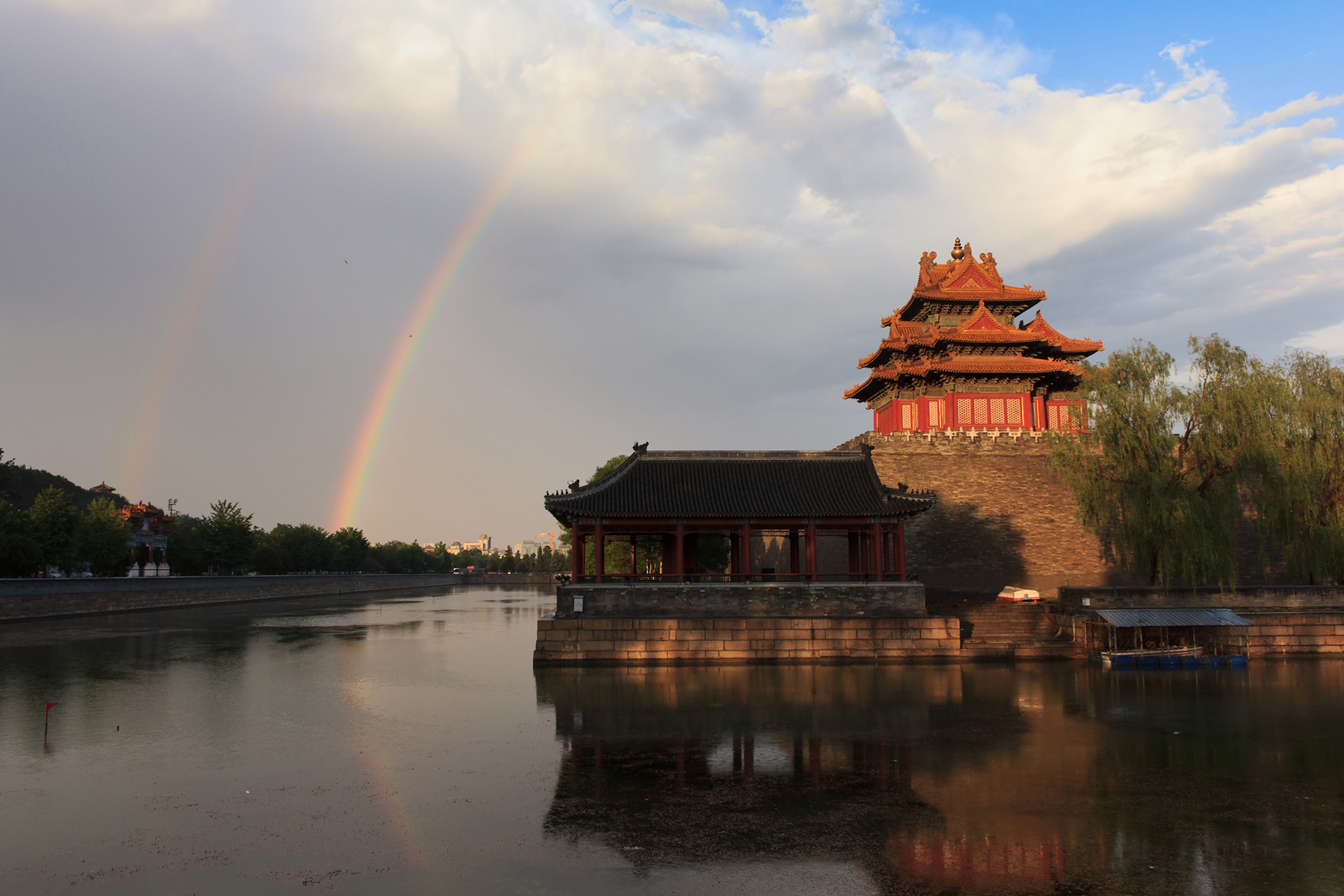

#### 门禁制度
明代夜间，紫禁城各城门采用传铃巡更制度。在紫禁城城垣和护城河之间，建看守铺房40座，名为红铺，每铺驻10人。设了41个铜铃，放在阙右门。每晚从阙右门开始每隔一段时间传出一个铃，最后全部传回阙右门。
清代入夜后四门都会上锁，钥匙由护军校送到景运门司钥长保管，第二天送回。传铃制则改为传筹，每晚传红色木棒八根。四个城门的守卫任务交给八旗的满族护军担当，乾隆年间四门又设章京各二人。嘉庆十八年癸酉之變后，四门又增设火器营官兵400人守卫。对无故闯入者施以重刑。

### 外朝

#### 外朝中路─太和门广场
- 太和門：是紫禁城内最大的宫门，也是紫禁城外朝宫殿的正门。是自天安门南侧向北进紫禁城时经过的第四道门（前三道依次为天安门、端门、午门）。太和門面闊九間，進深三間。明初称「奉天门」，后称「皇极门」，清朝时称「太和门」，全高二十三點八米。现存的太和门是光绪年间重建的。明朝规定，文武官员每天拂晓在奉天门早朝，皇帝也亲自到此处接受朝拜和处理政务，稱為「御门听政」。清初，皇帝曾在太和门受朝、赐宴等，但御门听政改在乾清门举行。[25]
- 内金水桥
- 协和门、熙和门

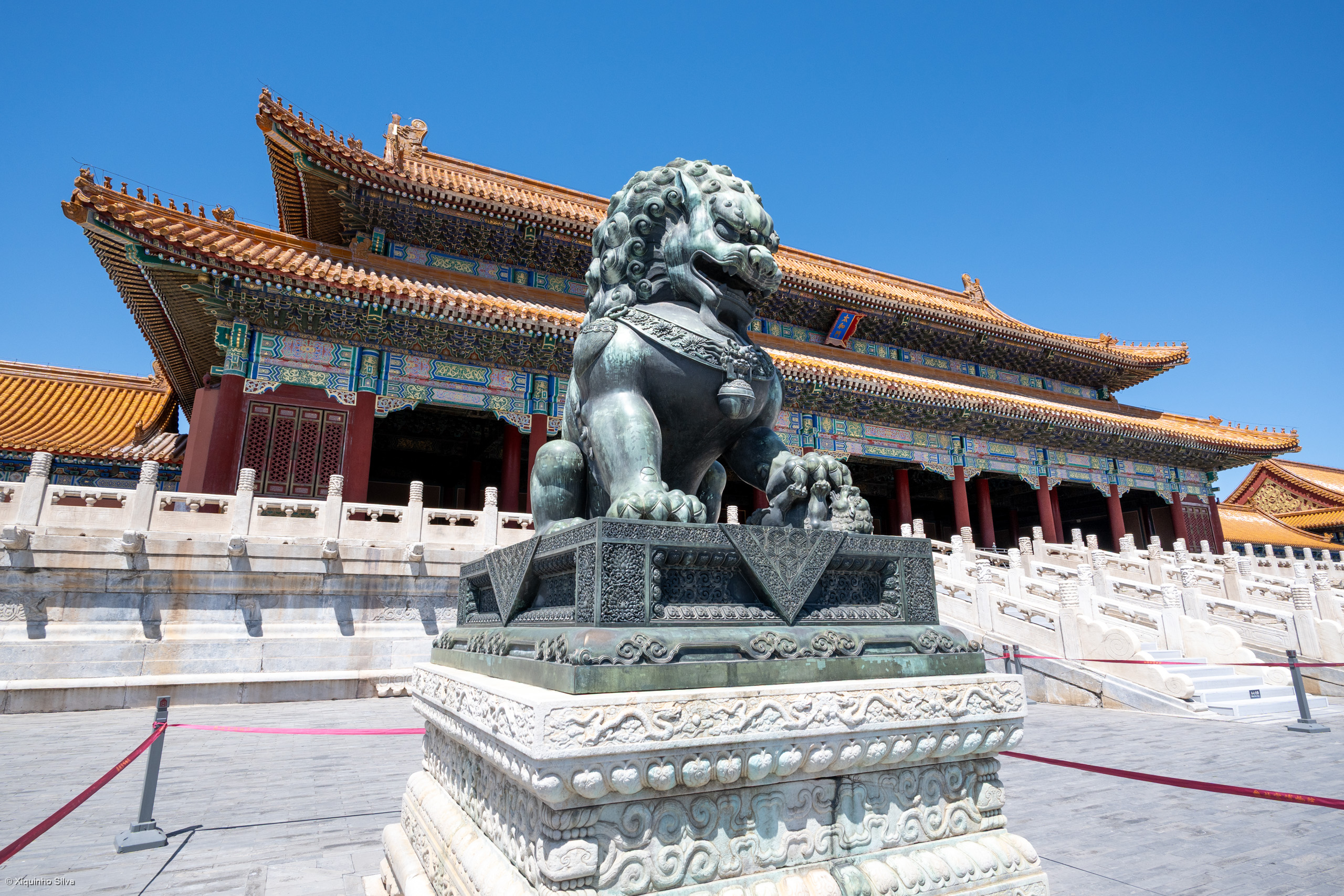
太和门与铜狮
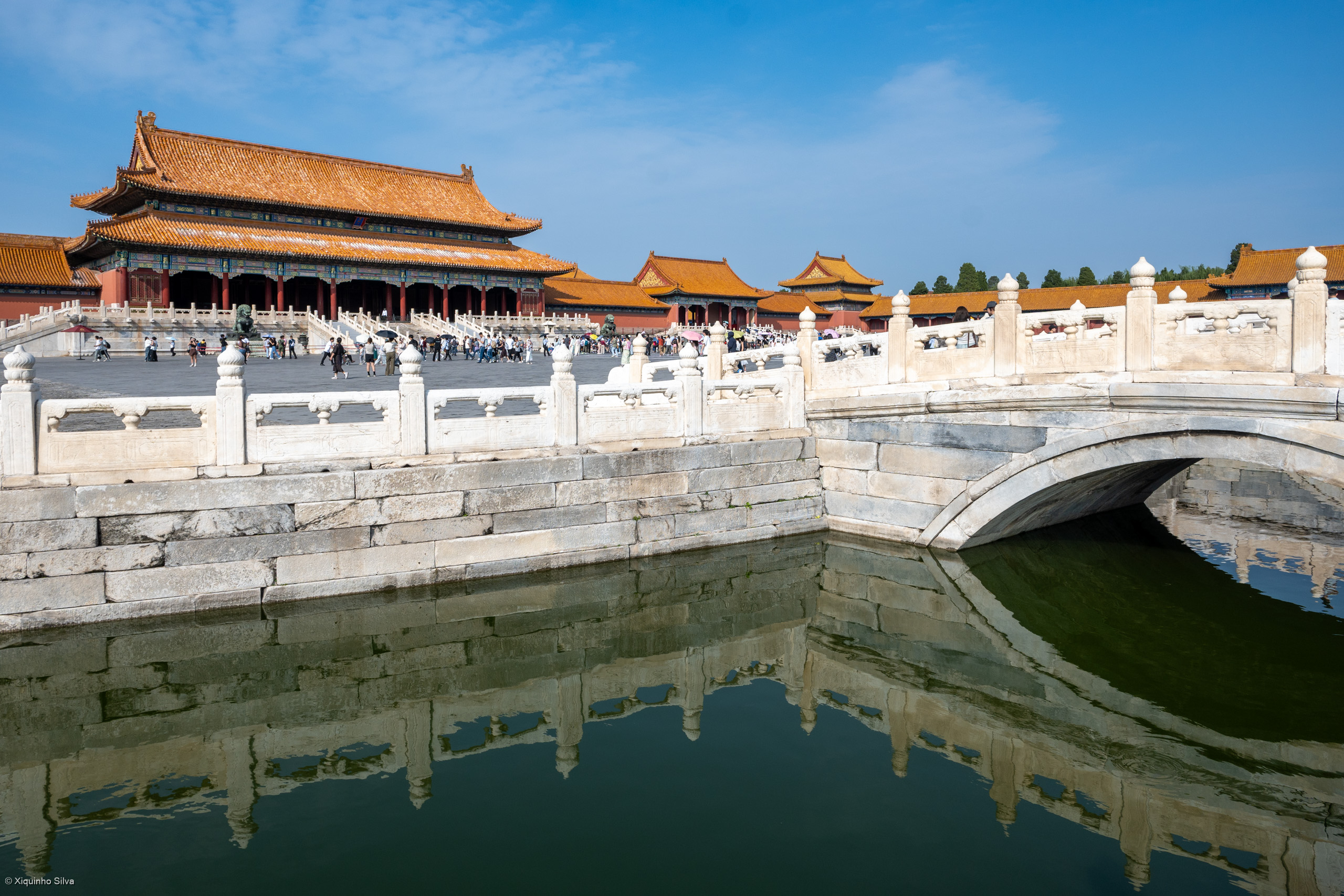
金水河和内金水橋
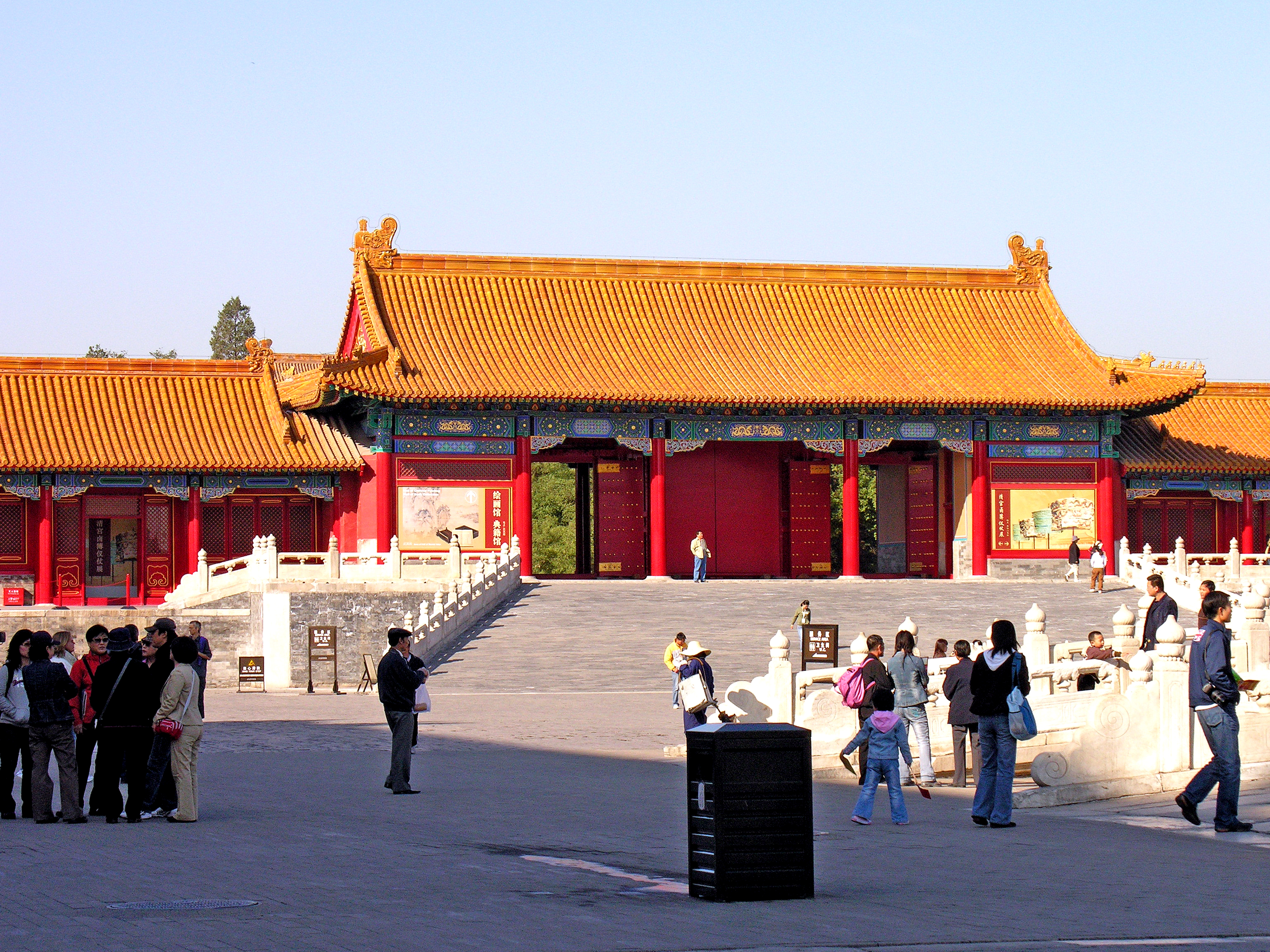
熙和门

#### 外朝中路─前三殿

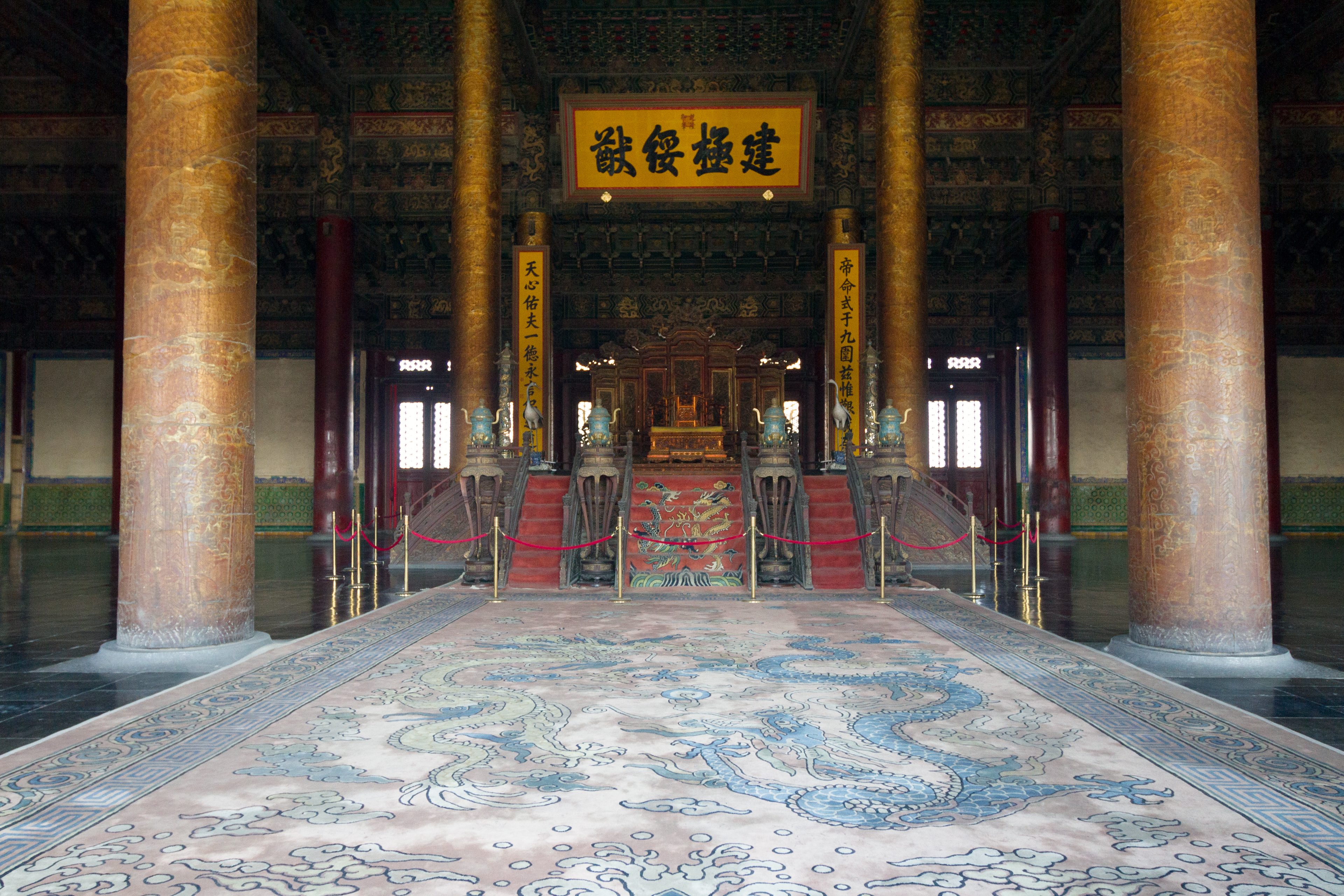
太和殿内部

太和殿、中和殿、保和殿合称“三大殿”。这三大殿连同与东侧文華殿、西侧武英殿合称为“外朝”。

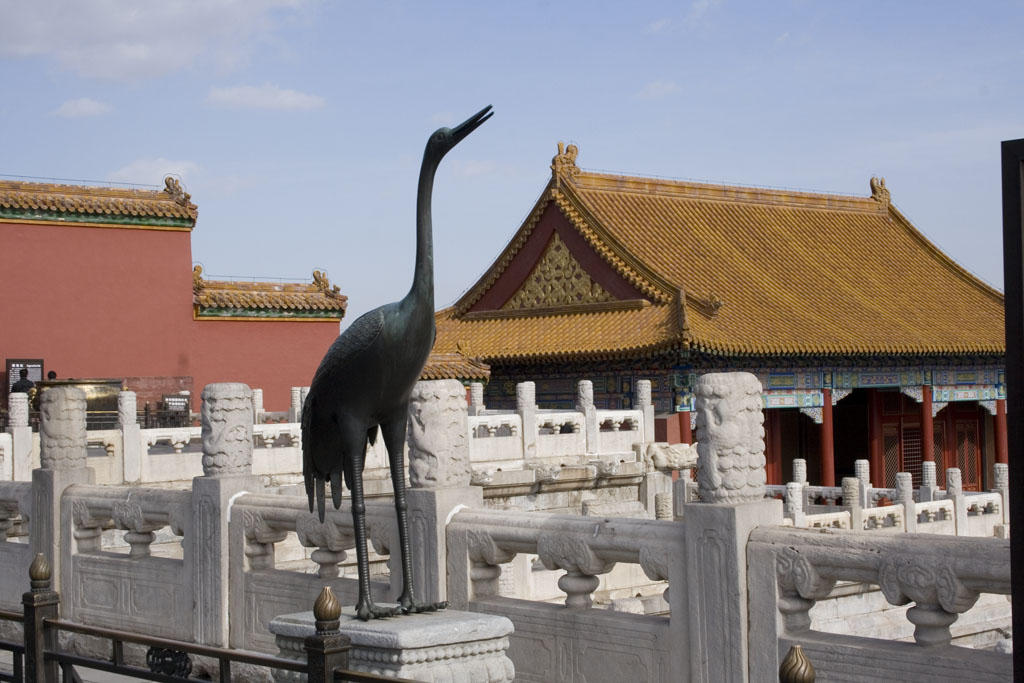
太和殿丹陛东侧的铜鹤

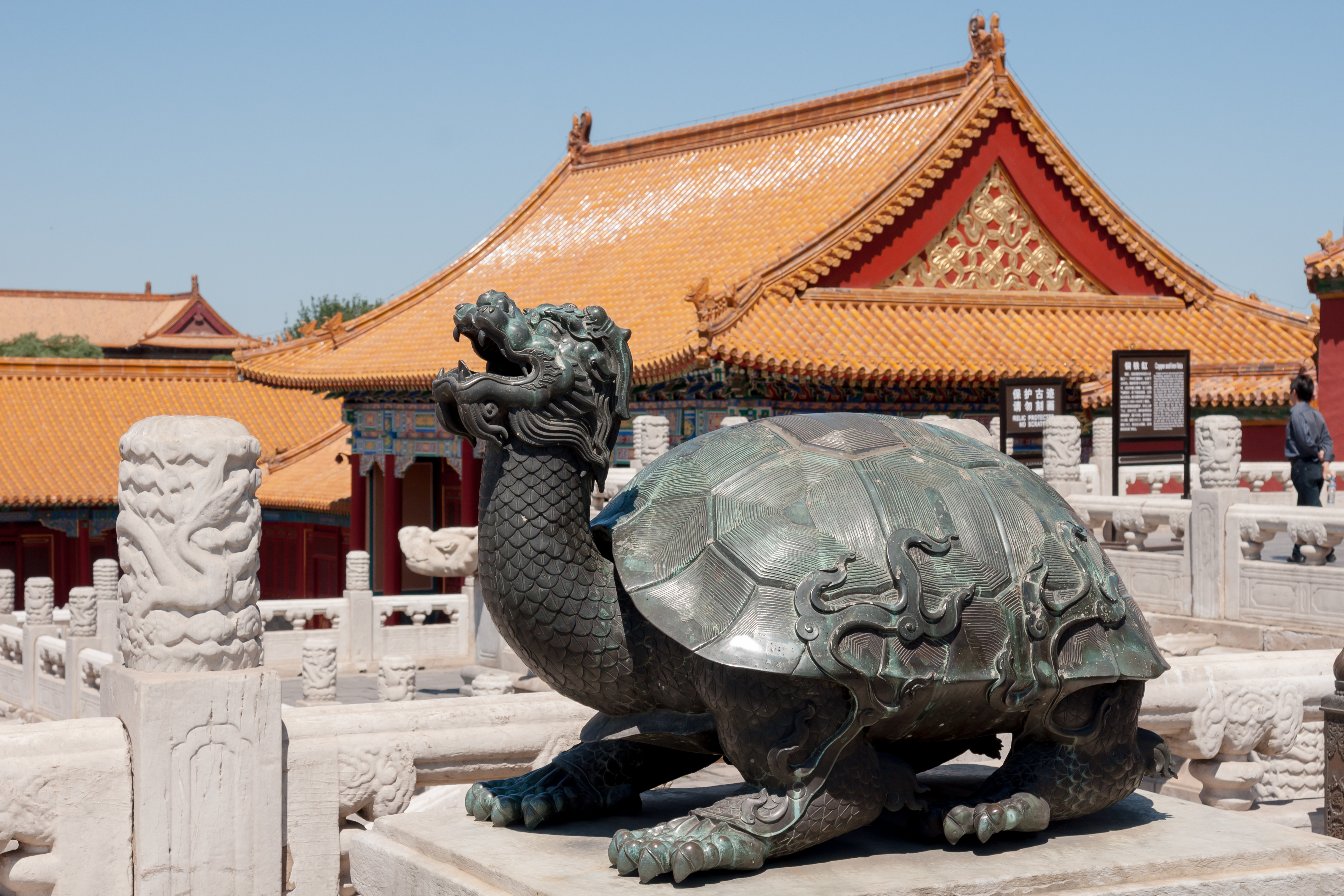
太和殿丹陛西侧的铜龟

- 太和殿：俗称“金銮殿”，明初称“奉天殿”，后称“皇极殿”，清朝时称“太和殿”。袁世凯登基时一度改名为“承运殿”。“太和”二字取自《易经》乾卦“乾道变化，各正性命，保合太和，乃利贞”一句，是说宇宙间一切关系都得到协调的意思。建在有汉白玉围栏的三层高大露台上，為“前三殿”之第一殿，殿高三十五米，面積2381平方米，是中国最大的一座木结构宫殿。面闊十一間，進深五間，为中国古代殿宇最高等级的重檐廡殿頂。檐角有十個走獸，為中國古建築之特例。太和殿是举行新皇帝登基、颁布重要詔書、“金殿传胪”（公布新进士名单）、派大将出征以及每年元旦节、冬至节、皇帝生日，冊封皇后，為太皇或太后加徽號等等重大仪式的地方。
- 中和殿：在明初時称為「华盖殿」，后來称為“中极殿”，至清代时称為“中和殿”。袁世凯登基时一度改名为「体元殿」。「中和」二字是说凡事要做到不偏不倚，才能使各方面关系处理得协和调顺，符合中庸之道。面闊、進深各3間。四角攢尖頂。内设宝座，皇帝参加大典前先在此休息，或由近臣演习礼仪。
- 保和殿：在明初時称為「谨身殿」，后称“建极殿”，清朝时称“保和殿”。袁世凯登基时一度復名为“建极殿”。“保和”二字是说要保持事物间的协调关系。面闊九間，進深五間。重檐歇山頂。宴请外藩王公大臣的场所。从乾隆开始，殿试由太和殿移到此舉行。
- 昭德门、贞度门
- 体仁阁、弘义阁
- 左翼门、右翼门
- 中左门、中右门
- 后左门、后右门。

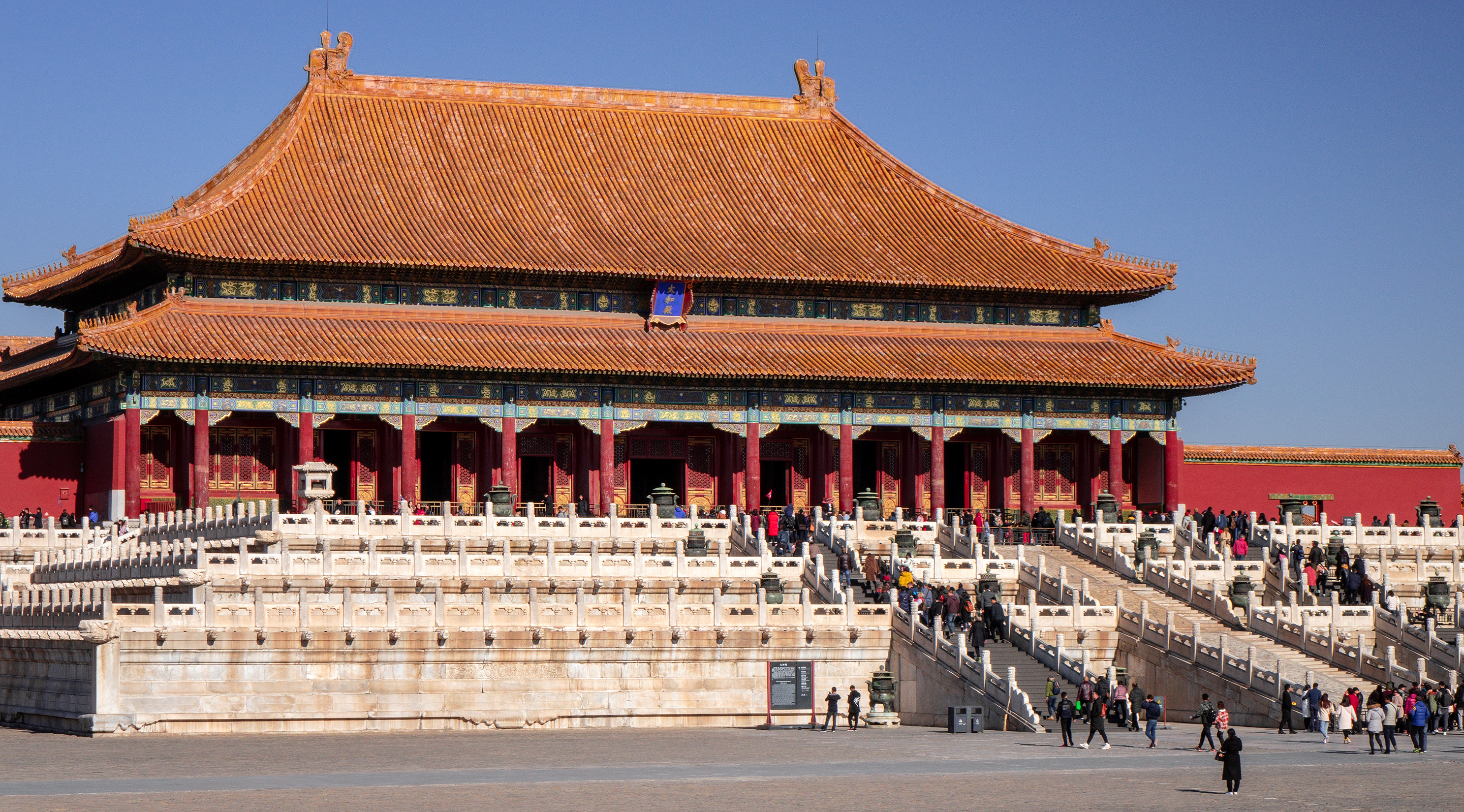
太和殿
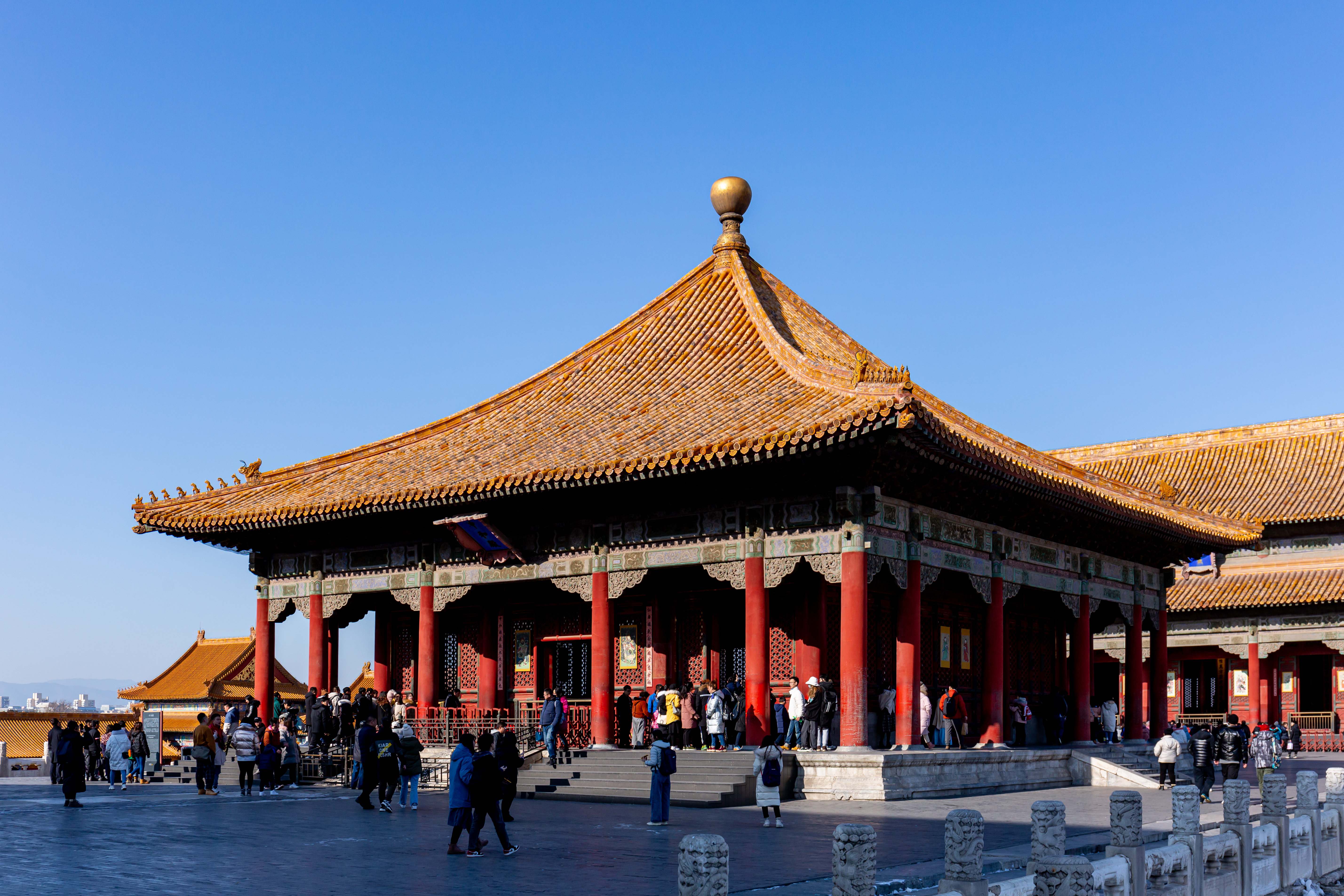
中和殿
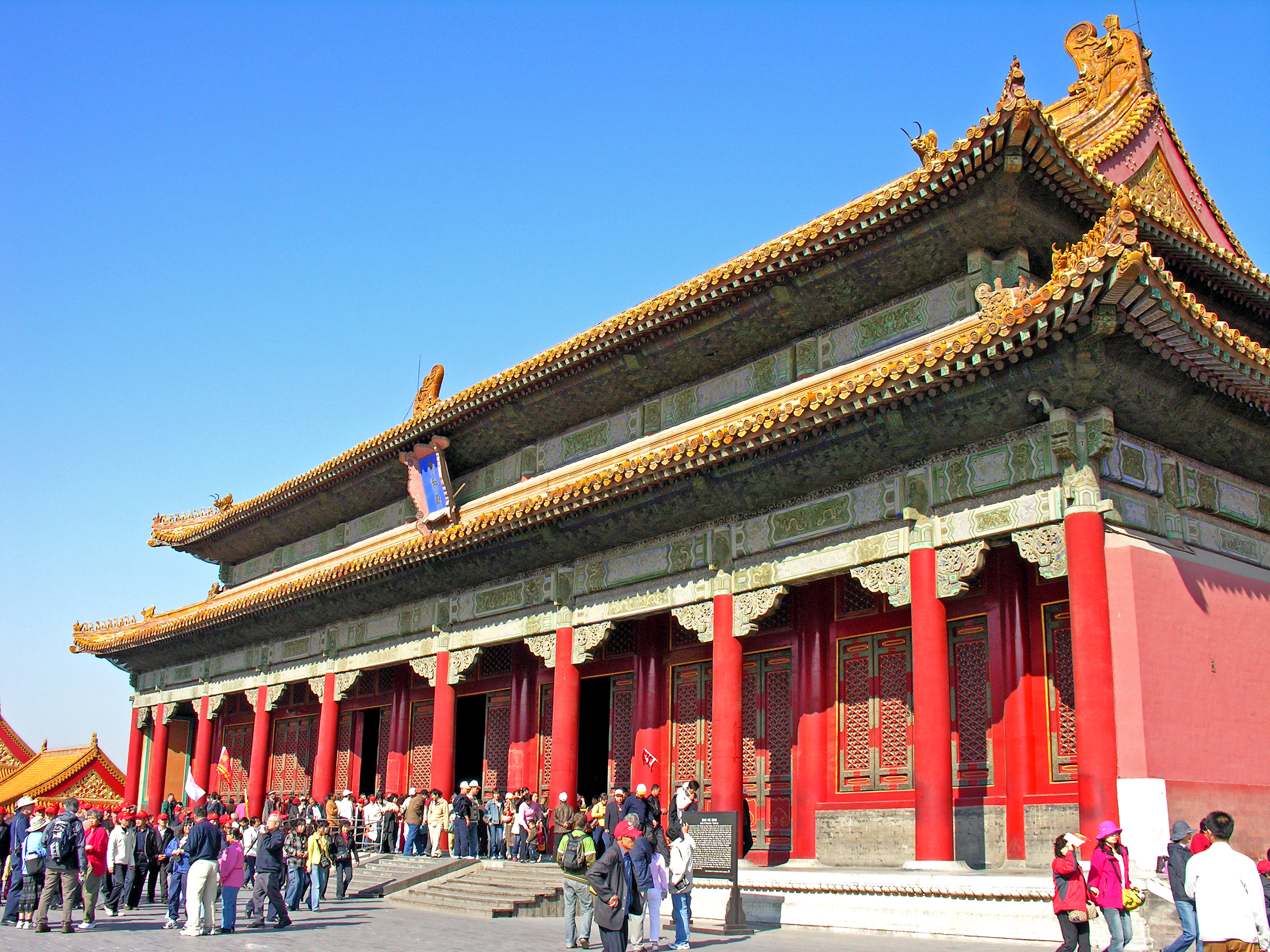
保和殿
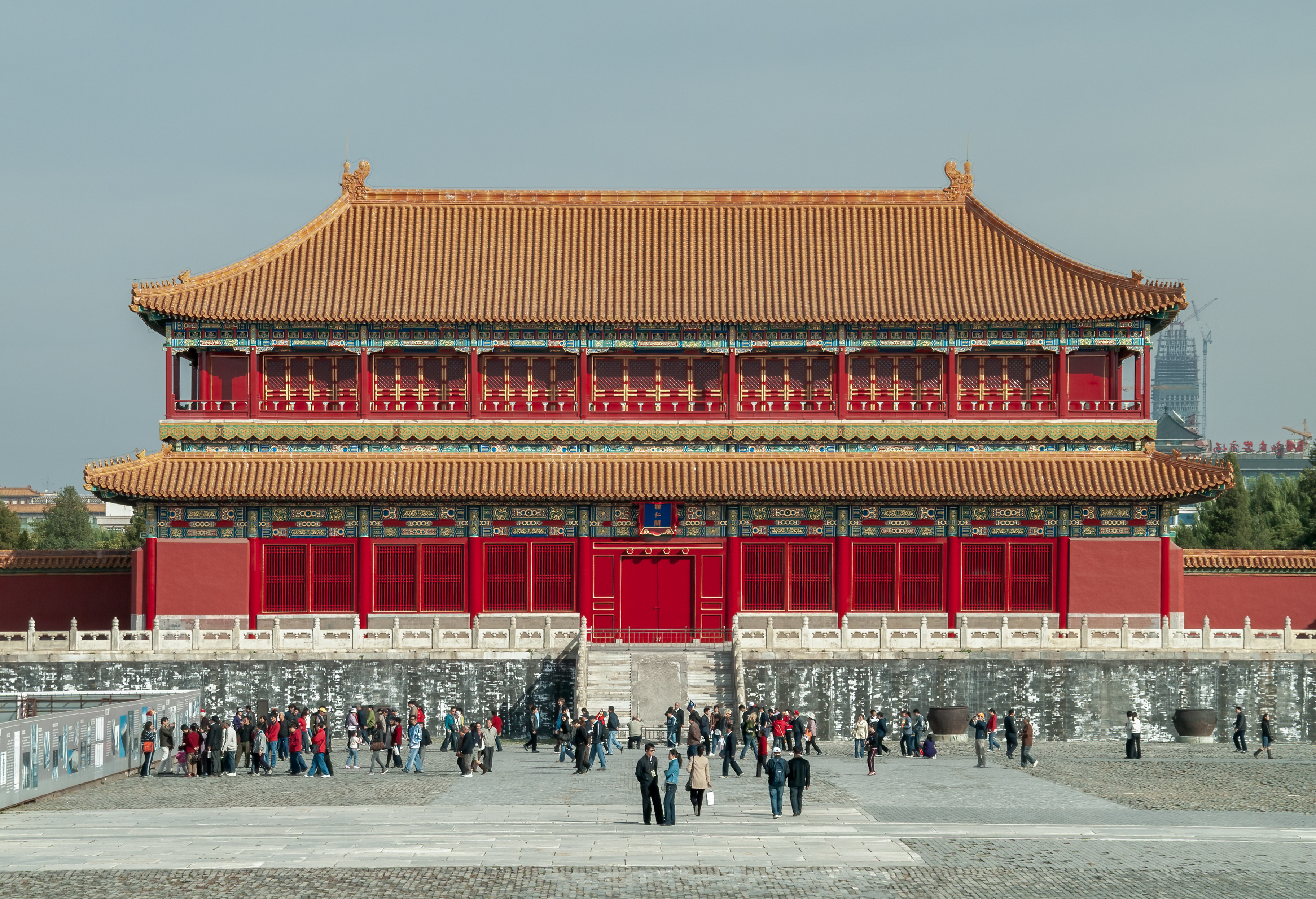
体仁阁
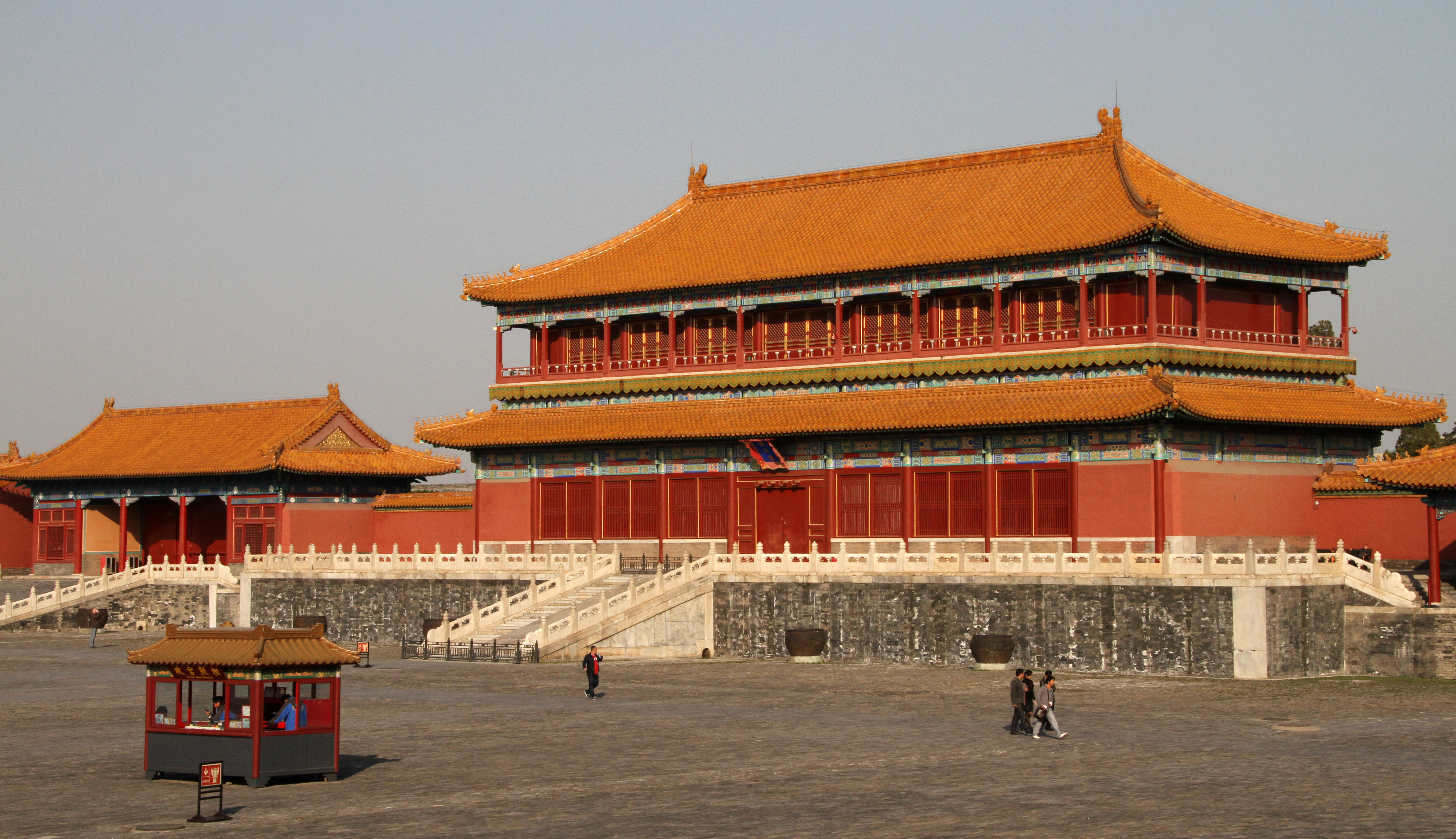
弘义阁

#### 外朝东路
- 文华殿
  - 文华门
  - 主敬殿
  - 本仁殿、集义殿
  - 文渊阁
- 傳心殿：位于紫禁城东南隅的文华殿东侧，为清朝皇帝御经筵前举行“祭告礼”之所。
  - 治牲所
  - 景行门
  - 大庖井
- 銮仪卫
  - 銮驾库、仪仗库
- 内阁
  - 內閣大堂（大学士堂）
    - 漢票簽房、蒙古堂、漢本堂、滿本堂、祝版房、滿票簽房、稽查房、满票签档子房、典籍厅、汉本库

  - 内阁大库（红本库、实录库）
- 箭亭

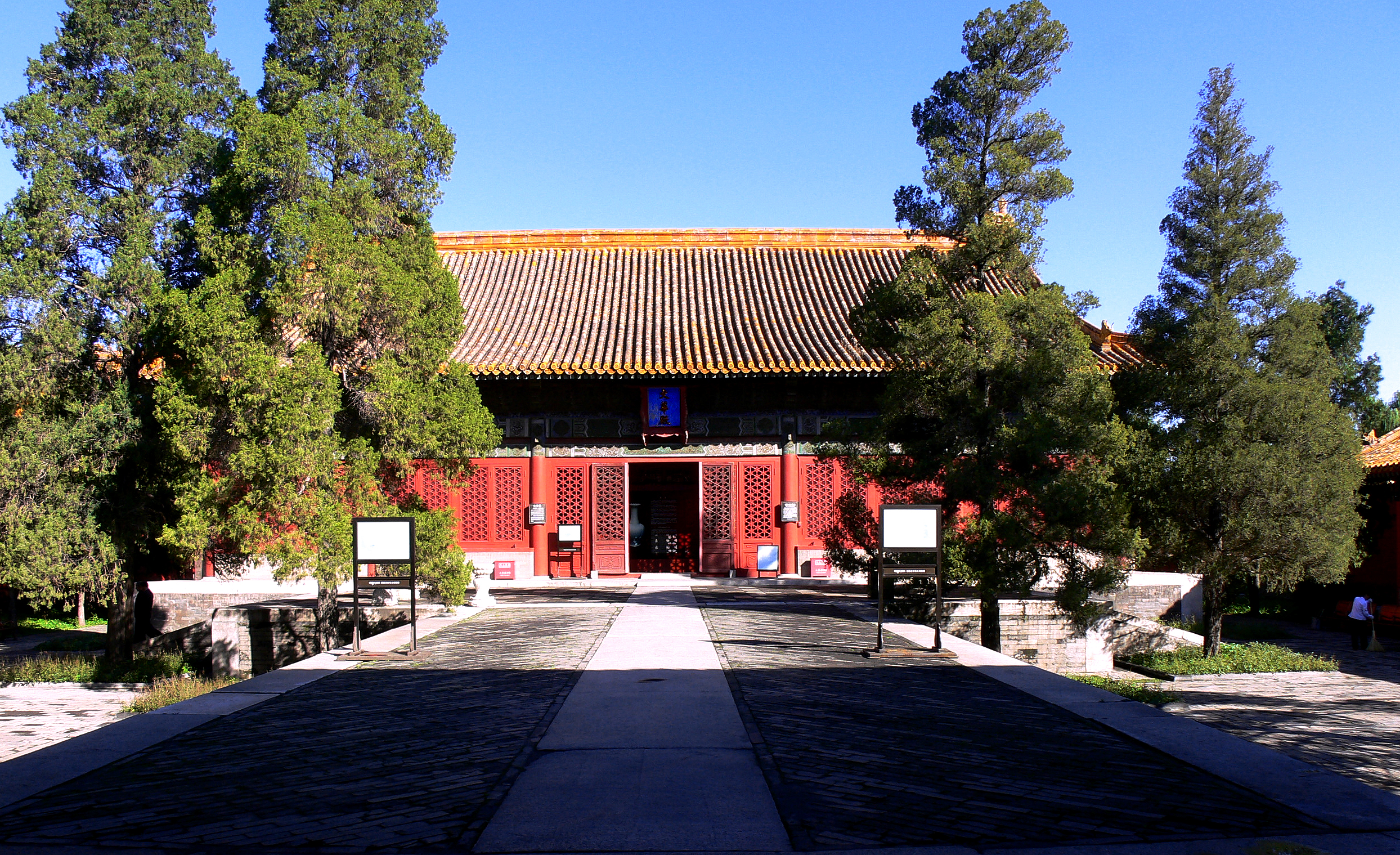
文华殿
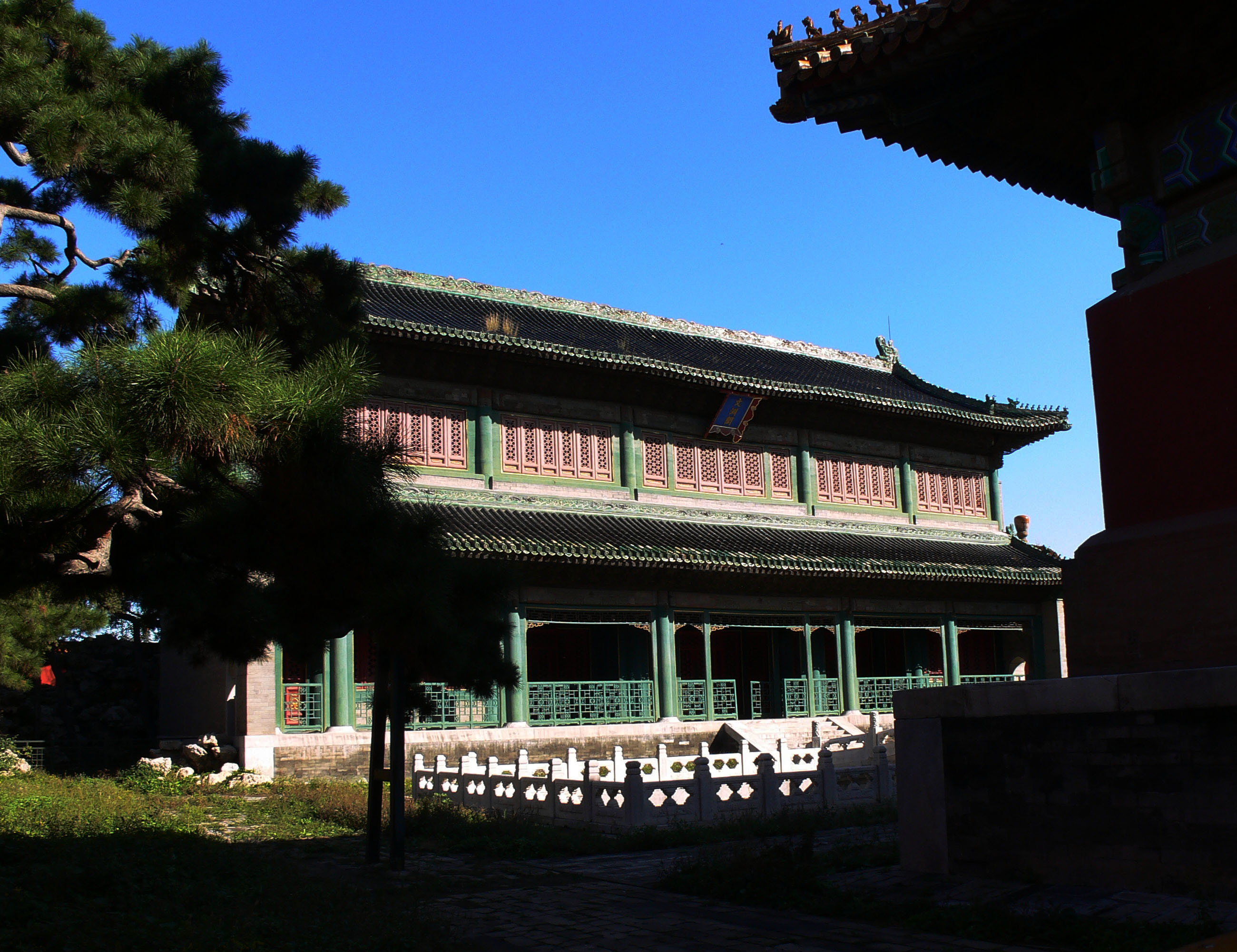
文淵閣
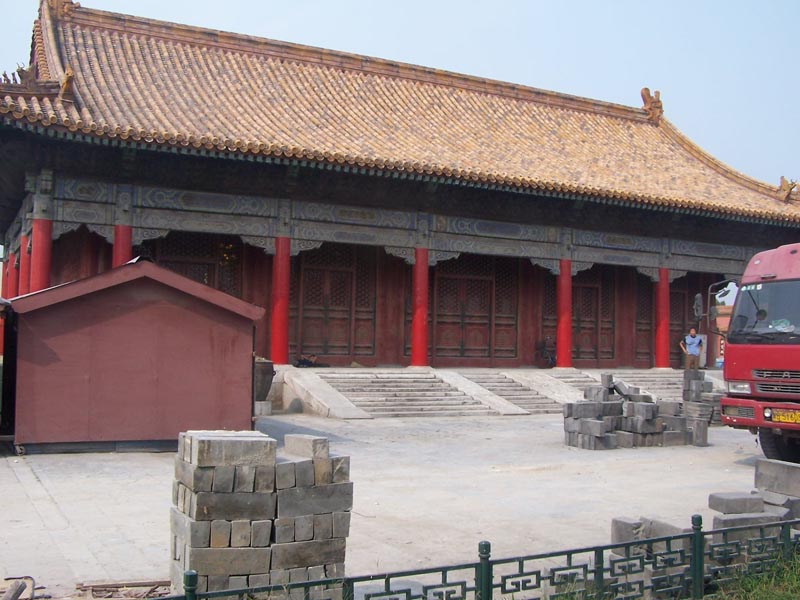
箭亭

#### 外朝西路
- 武英殿
  - 武英门
  - 敬思殿
  - 凝道殿、焕章殿
  - 恒寿斋、浴德堂
- 断虹桥
- 方略馆、回子学、缅子学
- 咸安宫（寶蘊樓）
- 南薰殿、御書處
- 激桶处
- 南大庫（武器库、灯库、木库、鞍䩞库）、乾肉库、外瓷器库

### 內廷[25]

#### 内廷中路─乾清门广场
- 清门：乾清门广场是一个东西长、南北窄的矩形广场。广场西面是隆宗门，东面是景运门。这个小广场是故宫外朝和内廷的分界。清初“御門聽政”在此舉行。清康熙时，在此处听政最多，至咸丰以后就不再实行了。乾清门西侧有一排消防，东为侍衛值房，西为内务府值房，中间为军机值房，俗称“军机处”。
  - 景运门、隆宗门
  - 军机处

#### 内廷中路─後三宮

乾清宫内部

- 清宫：故宮“后三宮”之第一宮。連廊面闊9間，進深5間，重檐廡殿頂。崇禎於此宮內迫周皇后懸樑自盡。清康熙時為康熙幼年時代寢室。內有“正大光明”匾，清朝雍正設“祕密立儲”制度后傳位詔書藏此匾后。此处为明清两朝礼制上的皇帝正寝，直到清初也是皇帝在紫禁城裡的寝宫，和召見王公大臣，處理政務的地方。而至清代第三个皇帝雍正移居养心殿后，皇帝就不居住於此。
  - 日精门、月华门
  - 端凝殿、懋勤殿
  - 昭仁殿、弘德殿
- 交泰殿：故宮“后三宮”之第二宮。面闊進深勻為3間，單檐攢尖頂。该殿是皇后过生日举办寿庆活动的地方。
- 坤寧宮：故宮“后三宮”之第三宮。清顺治十二年（1655年），该宫仿照沈阳故宫重建。面闊連廊9間，進深3間，重檐廡殿頂。此处为明清两朝礼制度上的皇后正寝，明朝皇后一般也居住于此处。清朝入关后，仿照沈阳清宁宫的布局进行了改造而成为深具满族特色的建筑，其中殿身西五间为萨满教神殿，东两间的暖阁为帝后成婚的大婚喜房。
- 坤宁门

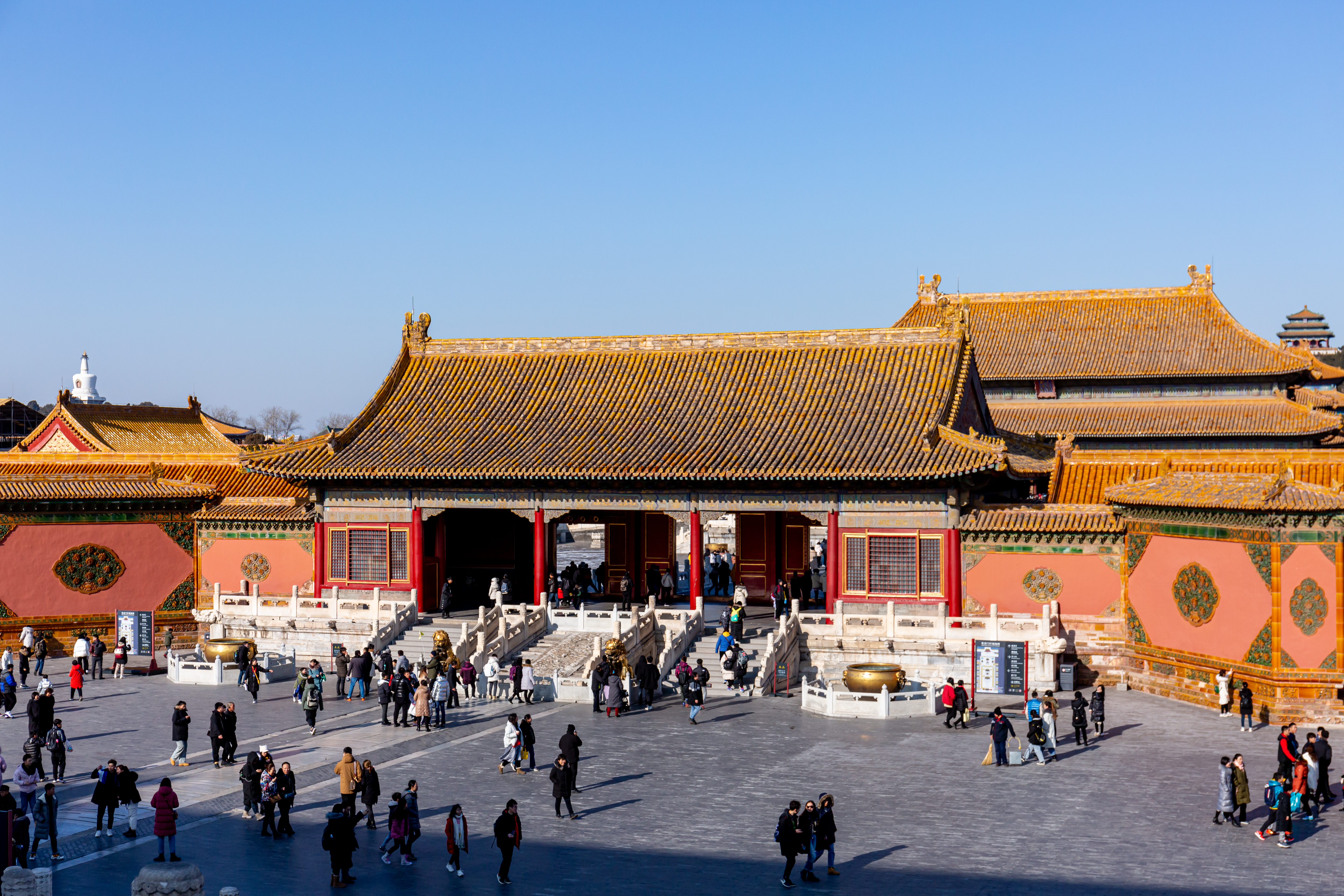
清门
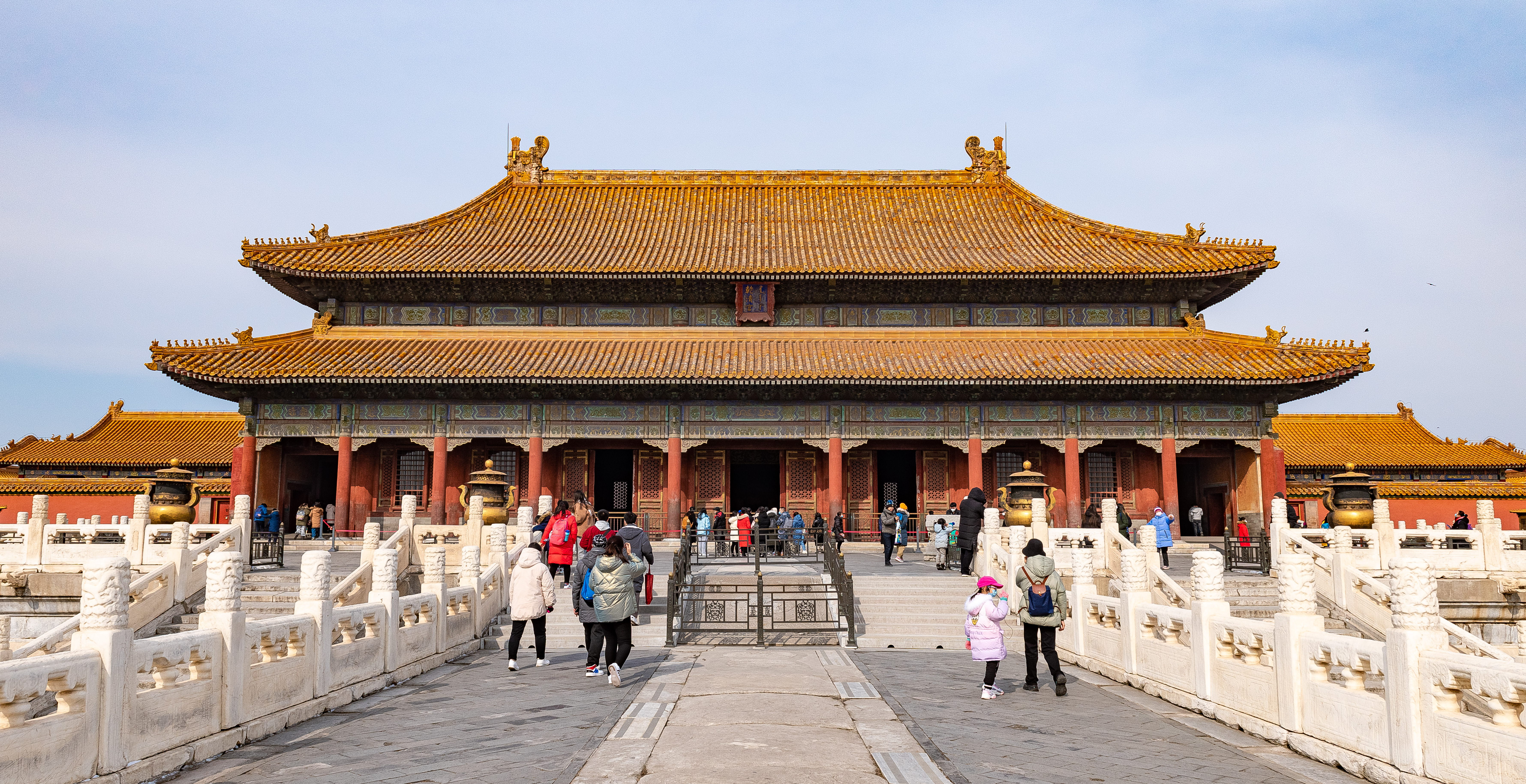
清宫
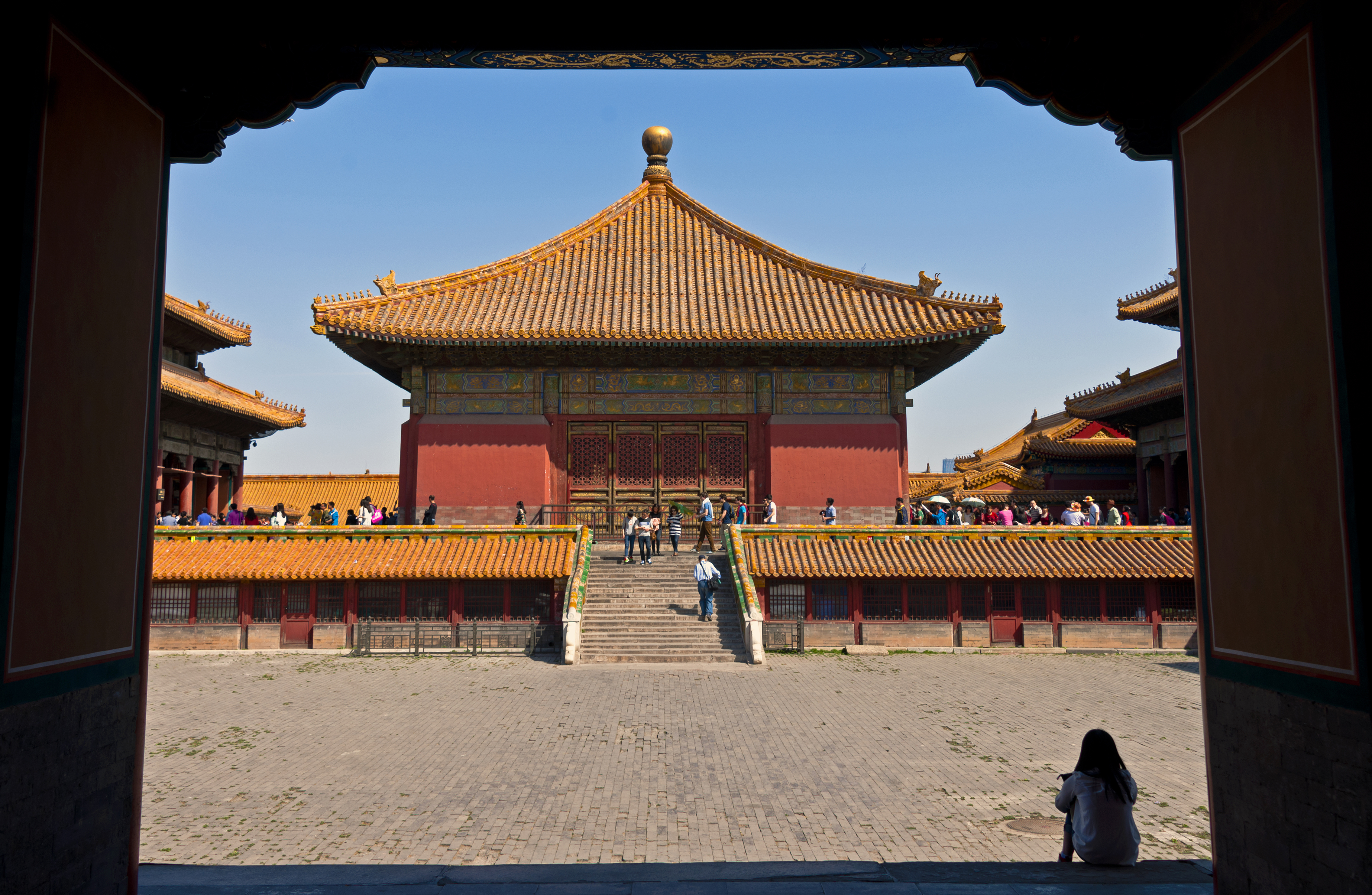
交泰殿
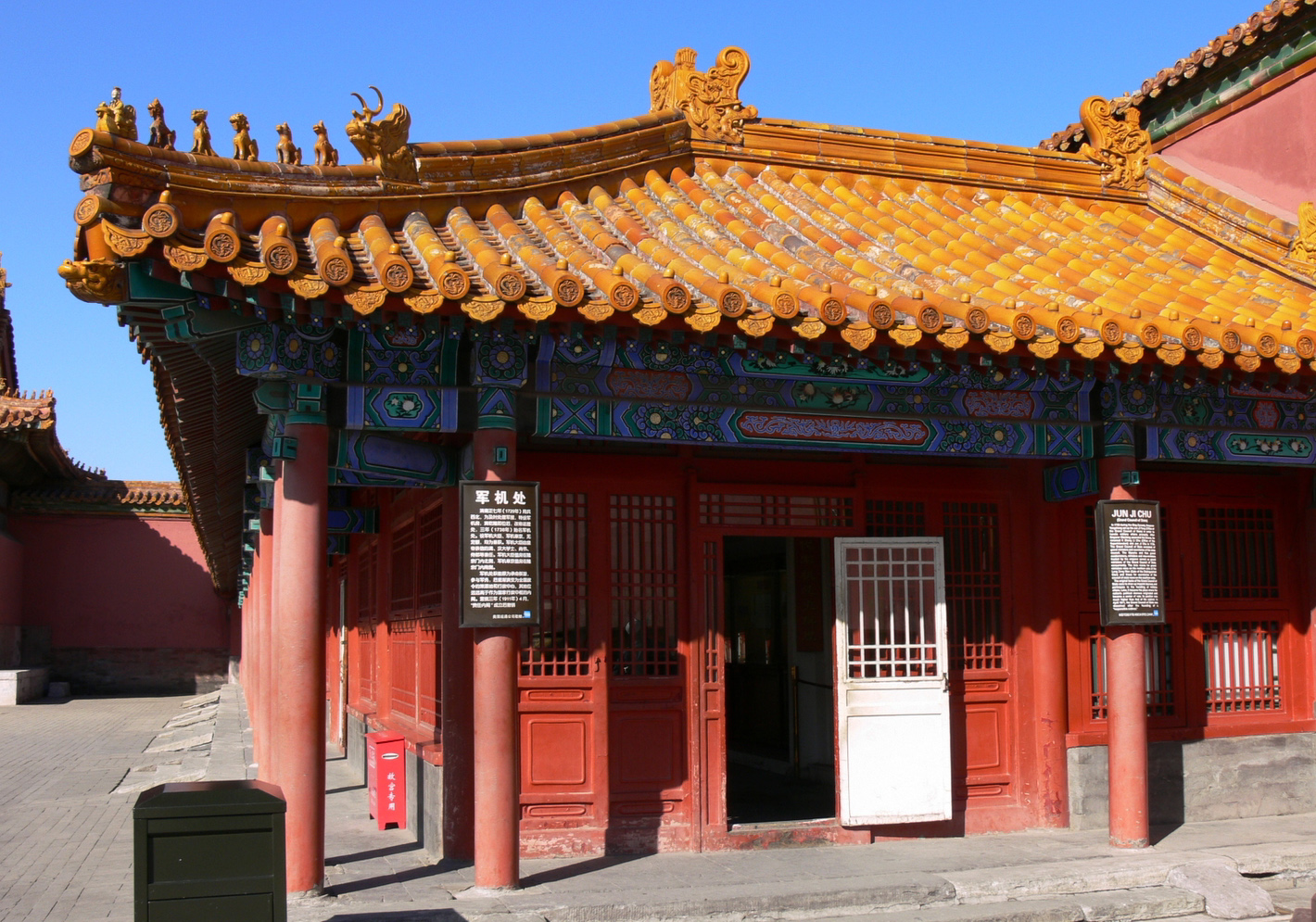
军机处

#### 内廷中路─御花园

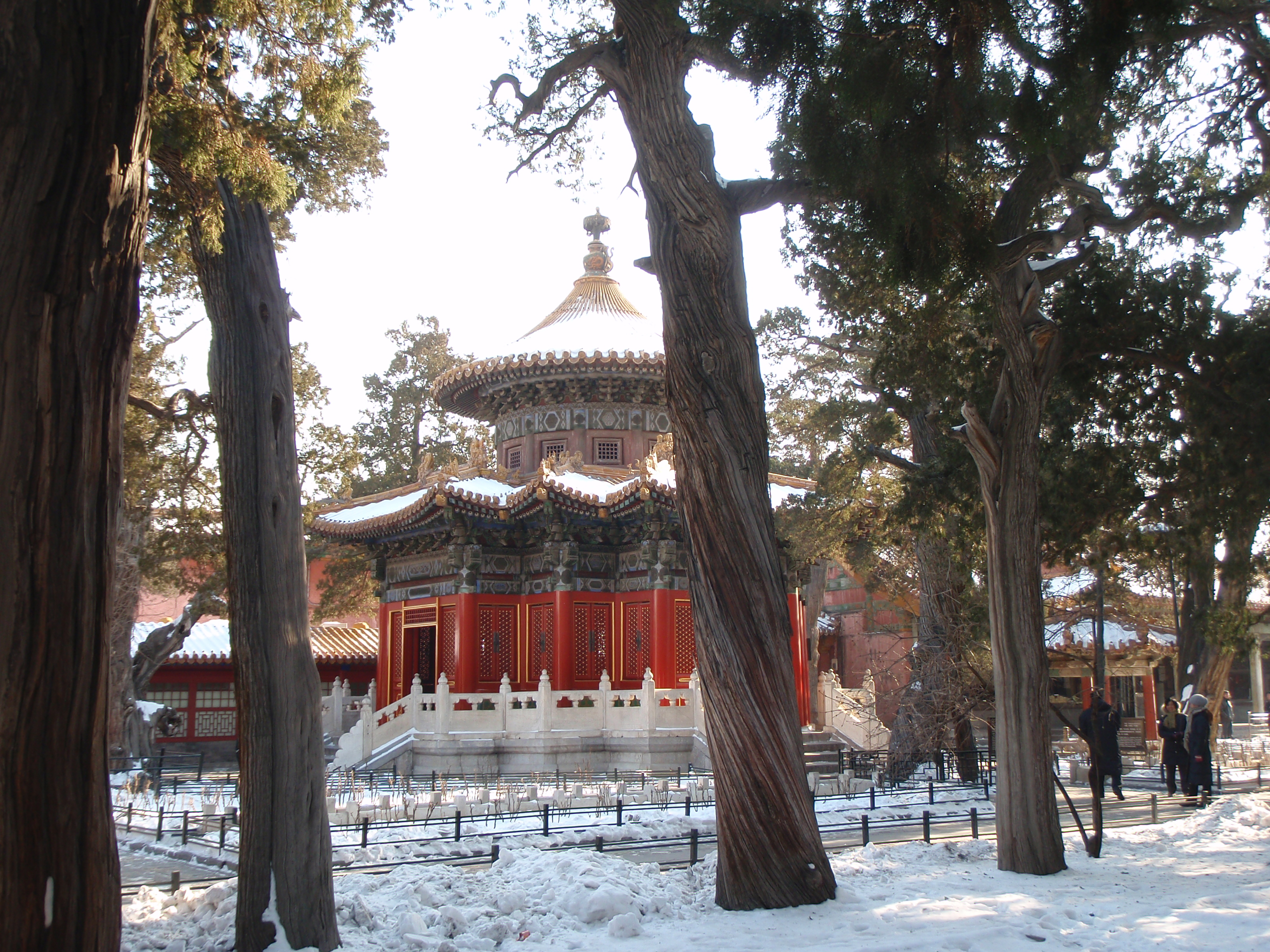
御花园

该园建于明代，为皇宫的宫廷花园。面积约一万余平方米，布局紧凑，建筑富麗，相當幽雅。
- 天一门、钦安殿
- 绛雪轩、养性斋
- 万春亭、千秋亭
- 浮碧亭、澄瑞亭
- 堆秀山、延晖阁
- 摛藻堂、位育斋
- 凝香亭、玉翠亭
- 四神祠
- 顺贞门、承光门、延和门、集福门

#### 内廷西路─养心殿

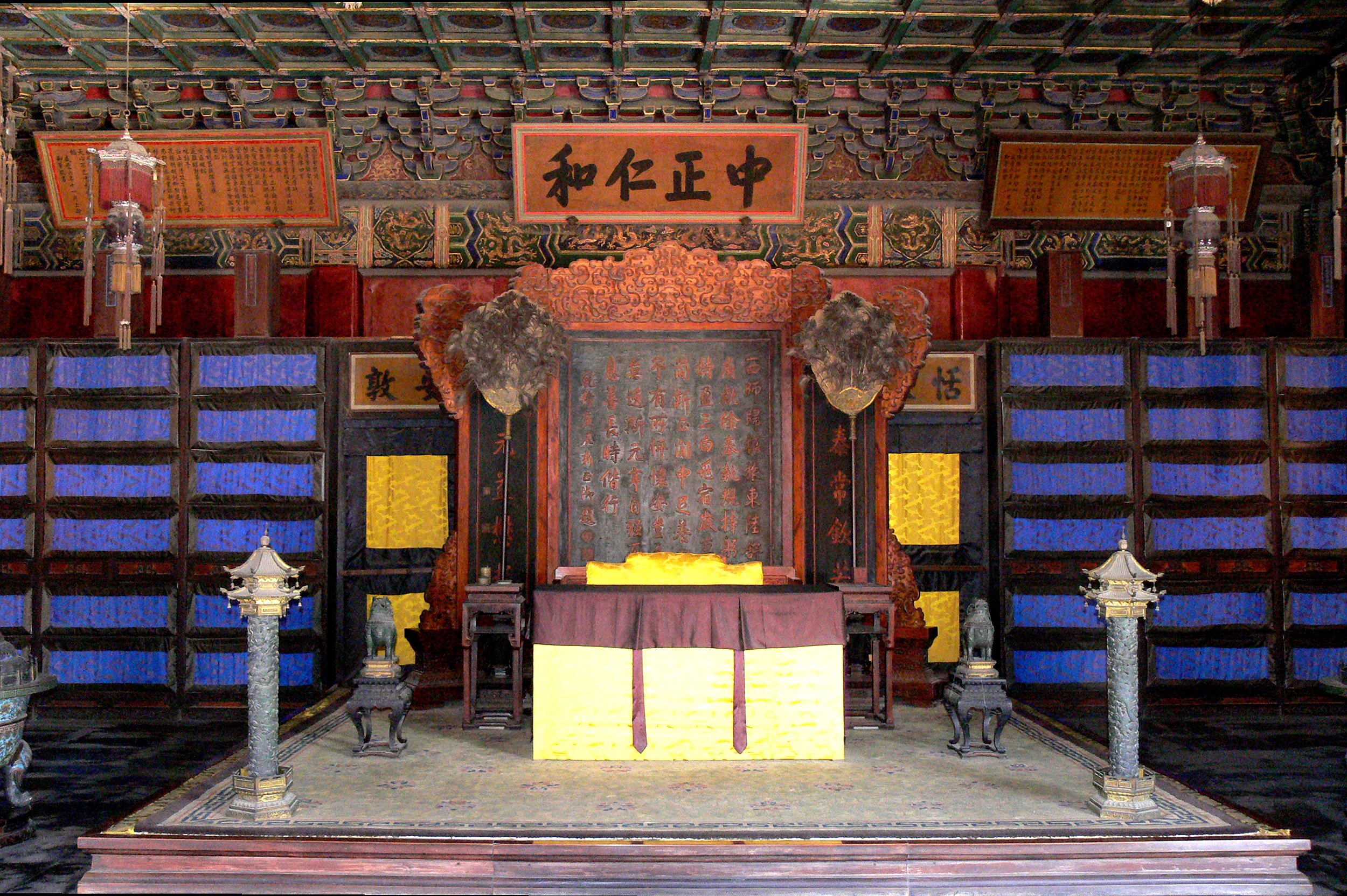
养心殿明间

- 養心殿：清朝自雍正之后，皇帝在故宮內的實際居所。慈禧、慈安二太后垂帘聽政就在養心殿東暖閣。内设宝座、御案，皇帝在此办理日常政务及接见大臣。
  - 体顺堂、燕禧堂
  - 养心殿御膳房、南库

#### 内廷西路─西六宮
- 永壽宮
- 太極殿（啟祥宮）
  - 體元殿
  - 怡性轩、乐道堂
- 長春宮
  - 綏壽殿、承禧殿
  - 怡情书史
  - 益寿斋、乐志轩
- 翊坤宮
  - 延洪殿（庆云斋）、元和殿（道德堂）
  - 體和殿
  - 平康室、益寿斋
- 儲秀宮
  - 养和殿、缓福殿
  - 麗景軒
  - 凤光室、猗兰馆
- 咸福宮
  - 同道堂

#### 内廷西路─重華宮區（原乾西五所）
- 漱芳齋
  - 漱芳斋戏台
- 重華宮：乾隆皇帝修建，是篤信藏傳佛教乾隆信仰佛堂：重華是古代典籍對舜帝敬稱，大臣張廷玉建議以此為宮區命名，乾隆欣然採納。
  - 崇敬殿
  - 葆中殿、浴德殿
  - 翠雲館
- 重华宫厨房
- 建福宫
  - 抚辰殿
  - 惠风亭
- 建福宫花园
  - 延春阁、敬胜斋、碧琳馆、凝晖堂、玉壶冰、积翠亭、吉云楼
  - 静怡轩、慧曜楼

#### 内廷西路─延庆殿、中正殿
- 延庆殿
- 中正殿
  - 雨花閣：位在重華宮西南端，是紫禁城內最具藏传佛教風格建築，內為喇嘛佛堂菩薩佛像數尊
  - 梵宗楼
  - 宝华殿
  - 香云亭
  - 淡远楼

#### 内廷外西路
- 慈寧宮
  - 慈宁门
  - 大佛堂
  - 西三所（头所殿、二所殿、三所殿）
  - 寿三宫（西宫殿、中宫殿、东宫殿）
- 壽康宮
- 慈宁宫花园
  - 临溪亭
  - 含清斋、延寿堂
  - 咸若館
  - 寶相樓、吉雲樓
  - 慈荫楼
- 壽安宮
  - 春禧殿
  - 福宜齋、萱壽堂
- 英華殿
  - 英华门
  - 英华殿碑亭

#### 内廷东路─斋宫、毓庆宫、奉先殿
- 齋宮
  - 诚肃殿
- 毓慶宮：清朝皇帝十歲以後自立生活之寢宮。
  - 繼德堂
  - 惇本殿
- 奉先殿

#### 内廷东路─東六宮

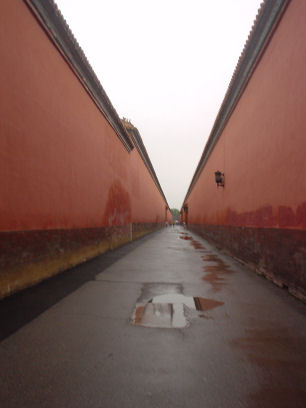
紫禁城的长街

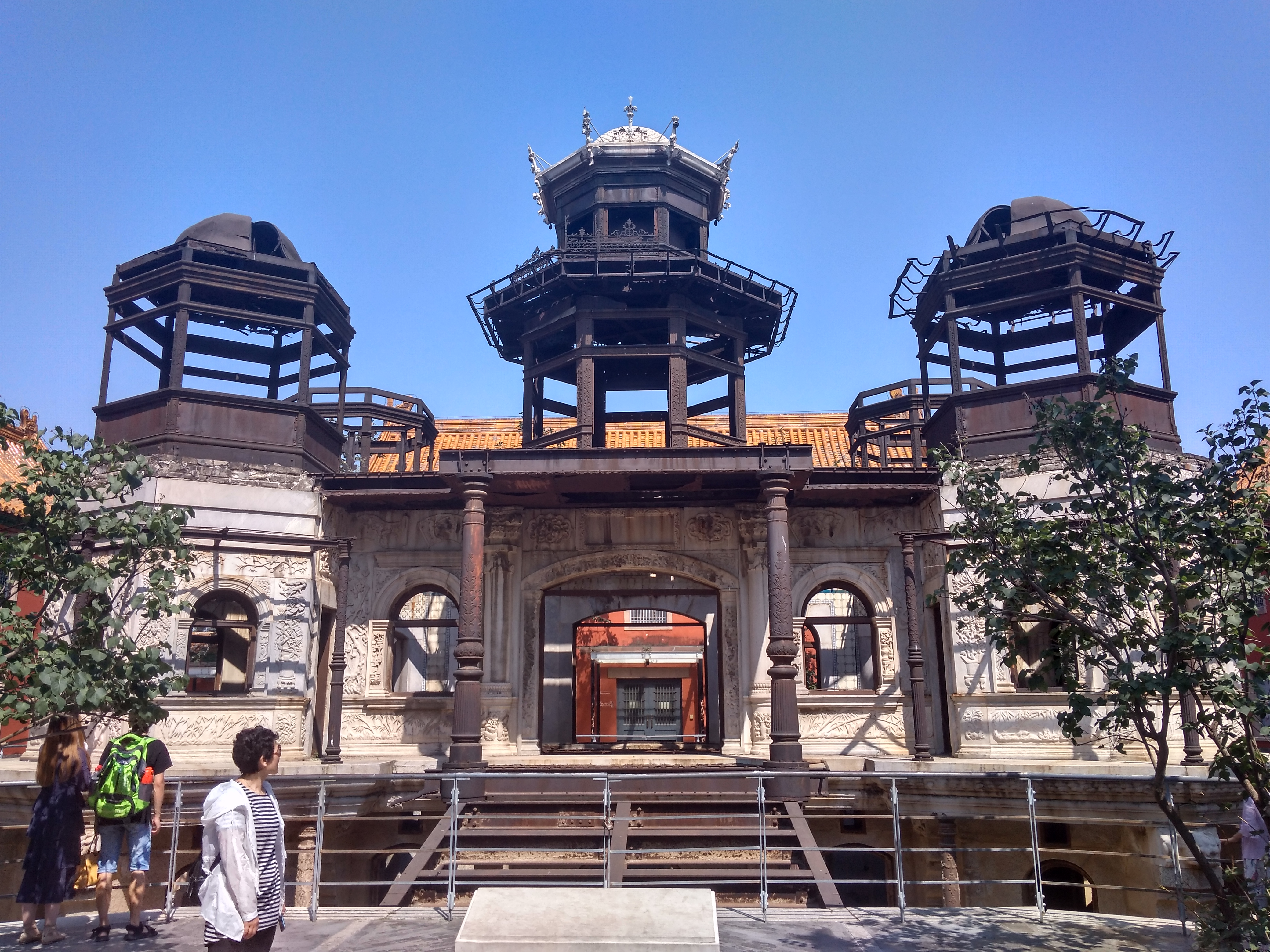
延禧宮内的灵沼轩

- 景仁宮
- 承乾宮
  - 贞顺斋、明德堂
- 鍾粹宮
  - 膺天庆、绥万邦
- 延禧宮
  - 灵沼轩
- 永和宮
  - 同顺斋
- 景陽宮
  - 御书房
  - 静观斋、古鉴斋

#### 内廷东路─東五所
- 如意館
- 壽藥局
- 敬事房
- 四執庫
- 古董房

#### 内廷东路其他院落
- 玄穹宝殿
- 茶库、缎库

#### 内廷外东路
- 宁寿宫
  - 九龙壁、皇极门、戏衣库
  - 宁寿门
  - 皇极殿
  - 养性门
  - 养性殿
  - 乐寿堂
  - 颐和轩
  - 景祺阁
  - 暢音閣、阅是楼、扮戏楼

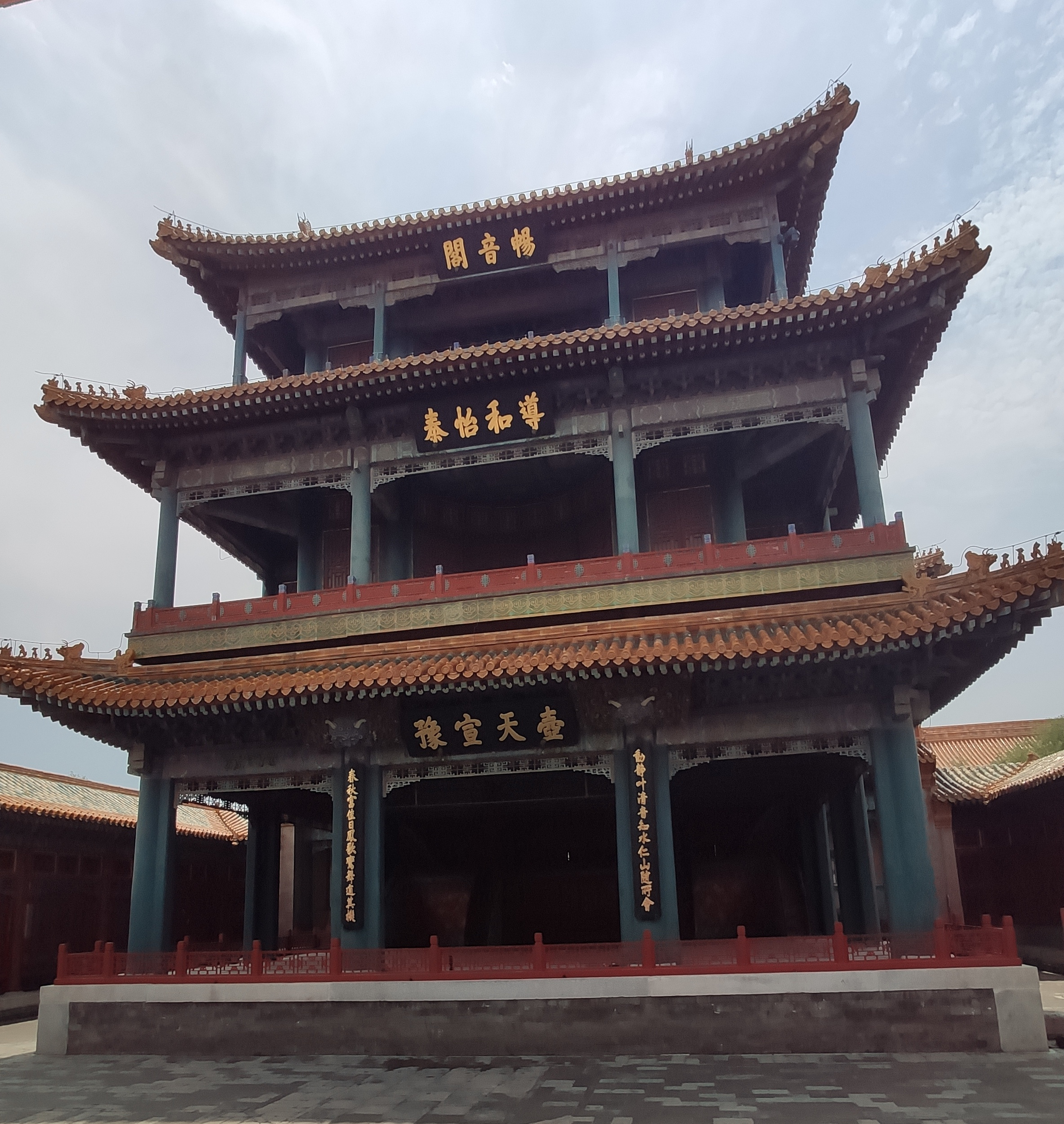
畅音阁

  - 庆寿堂：是紫禁城宁寿宫后部东路一组建筑之总称，位于阅是楼以北。
  - 寻沿书屋
  - 景福宮
  - 梵華樓
  - 佛日樓
  - 宁寿宫花园（乾隆花园）
    - 衍祺门、禊赏亭、古華軒、旭辉庭、撷芳亭、抑斋、矩亭、承露台
    - 遂初堂
    - 翠賞樓、延趣樓、三友轩、耸秀亭
    - 符望閣、養和精舍、云光楼、碧螺亭、玉粹軒、竹香館、倦勤齋、珍妃井
- 南三所（擷芳殿）

### 内务区[25]
- 三座门
- 清史馆（会典馆、国史馆、国史馆书库）、清史西馆（御马厩）
- 上駟院、御马厩
- 太医院
- 御茶膳房
- 养心殿造办处
- 冰窖
- 內務府公署
  - 廣儲司
  - 外果房
- 南、北十三排
- 兆祥所
- 东长房、西长房
- 城隍庙

### 相关建築物
- 北京太庙
- 北京社稷坛
- 西苑
- 大高玄殿
- 萬歲山（景山）
- 故宫外八庙
- 清稽查内务府御史衙门
- 皇城

## 相关作品

### 电影
- 1987年：《末代皇帝》，1987年贝纳尔多·贝托鲁奇执导的电影。

### 纪录片
中国中央电视台、台湾、日本NHK拍摄过关于故宫和故宫珍宝的纪录片。
- 1996年：《NHK故宫》（由日本NHK拍摄的故宫专题片，採用S.E.N.S.之Palace Memories樂曲）。
- 2005年：《故宫》，中国中央电视台拍摄的故宫专题片。
- 2006年：《台北故宫》（纪录片）
- 2011年：《故宫100》，中央电视台拍摄的故宫专题片。
- 2012年：《當羅浮宮遇上紫禁城》，关於西方和中國的文化比較。
- 2016年：《我在故宫修文物》，CCTV9播出的一部三集文物修复类纪录片，纪录故宫文物的修复过程和修复者的生活故事。2020年12月31日其姊妹篇《我在故宫六百年》开播。
- 2018年：《上新了·故宮》，北京衛視拍摄的故宫专题綜藝節目，帶你去看那些尚未開放過的區域並且對故宮裡面的文物做出創新商品。
- 2021年：《紫禁城》，北京广播电视台和故宫博物院共同出品的大型系列紀錄片，纪念2020年紫禁城建成600周年及故宫博物院建院95周年而推出。

### 公眾史學作品
王一樵，《紫禁城裡很有事：明清宮廷小人物的日常生活》，臺北：時報文化出版，2017。（簡體版由中信出版公司於2018年出版）

## 外部連結
- 故宮博物院 （页面存档备份，存于）
- 故宮博物院的哔哩哔哩个人空间